# Bécsi metró
A bécsi metró (németül Wiener U-Bahn) az osztrák főváros, Bécs öt vonalból álló metróhálózata. Noha az első utasokat szállító metrószerelvény csak 1976. május 8-án indult el az U4-es metrón, de a metró építményei közül akad jó néhány, ami 2025-ben 127 éves. Ennek oka, hogy az U4-es és az U6-os metró az egykori Stadtbahn-hálózat hídjait használja, melyet már 1898-ban megnyitottak. A metróvonalakat naponta körülbelül 1,4 millió ember veszi igénybe, éves utasforgalma 567,6 millió fő.
Az immár öt vonalból álló hálózat a kezdetek óta ütemesen fejlődik, néhány évente adnak át új szakaszokat, illetve állomásokat. Ugyan öt metróvonal van, de mégis létezik U6-os jelzésű metró. Ennek egyszerű oka van: az U5-ös viszonylatszámot kihagyták. Ezt várhatóan 2027-re pótolják be.
A metró egyik igen pozitív tulajdonsága, hogy az U6-os vonal kivételével a viszonylatok kompatibilisek egymással, vagyis egy metrószerelvény gond nélkül átmehet az egyik vonalról a másikra. Emellett a metróvonalak és a többi közösségi közlekedési eszköz – különös tekintettel az S-Bahnra – koncepcionálisan is integrált rendszert alkotnak, mind a tarifarendszert tekintve, mind pedig menetrendileg.

## Viszonylatok
| Vonal | Útvonal                    | Átadás       | Átadás         | Hossz   | Állomások száma | Állomások átlagos távolsága | Típus       |
| Vonal | Útvonal                    | Első szakasz | Utolsó szakasz | Hossz   | Állomások száma | Állomások átlagos távolsága | Típus       |
| ----- | -------------------------- | ------------ | -------------- | ------- | --------------- | --------------------------- | ----------- |
| U1    | Leopoldau – Oberlaa        | 1978         | 2017           | 19,2 km | 24              | 808 m                       | nehézmetró  |
| U2    | Seestadt – Karlsplatz      | 1980         | 2013           | 16,7 km | 20              | 887 m                       | nehézmetró  |
| U3    | Ottakring – Simmering      | 1991         | 2000           | 13,5 km | 21              | 670 m                       | nehézmetró  |
| U4    | Hütteldorf – Heiligenstadt | 1976         | 1981           | 16,5 km | 20              | 861 m                       | nehézmetró  |
| U6    | Siebenhirten – Floridsdorf | 1989         | 1996           | 17,4 km | 24              | 754 m                       | könnyűmetró |

| A metróvonalak hossza | A metróvonalak hossza | A metróvonalak hossza | A metróvonalak hossza | A metróvonalak hossza |
| --------------------- | --------------------- | --------------------- | --------------------- | --------------------- |
| Viszonylat            |                       |                       |                       | Hossz                 |
| U1                    | U1                    |                       | 19,2 km               | 19,2 km               |
| U2                    | U2                    |                       | 16,848 km             | 16,848 km             |
| U3                    | U3                    |                       | 13,402 km             | 13,402 km             |
| U4                    | U4                    |                       | 16,361 km             | 16,361 km             |
| U6                    | U6                    |                       | 17,347 km             | 17,347 km             |
|                       |                       |                       |                       |                       |

Térkép:

## Története

### Gőzvasút az 1800-as évek végén

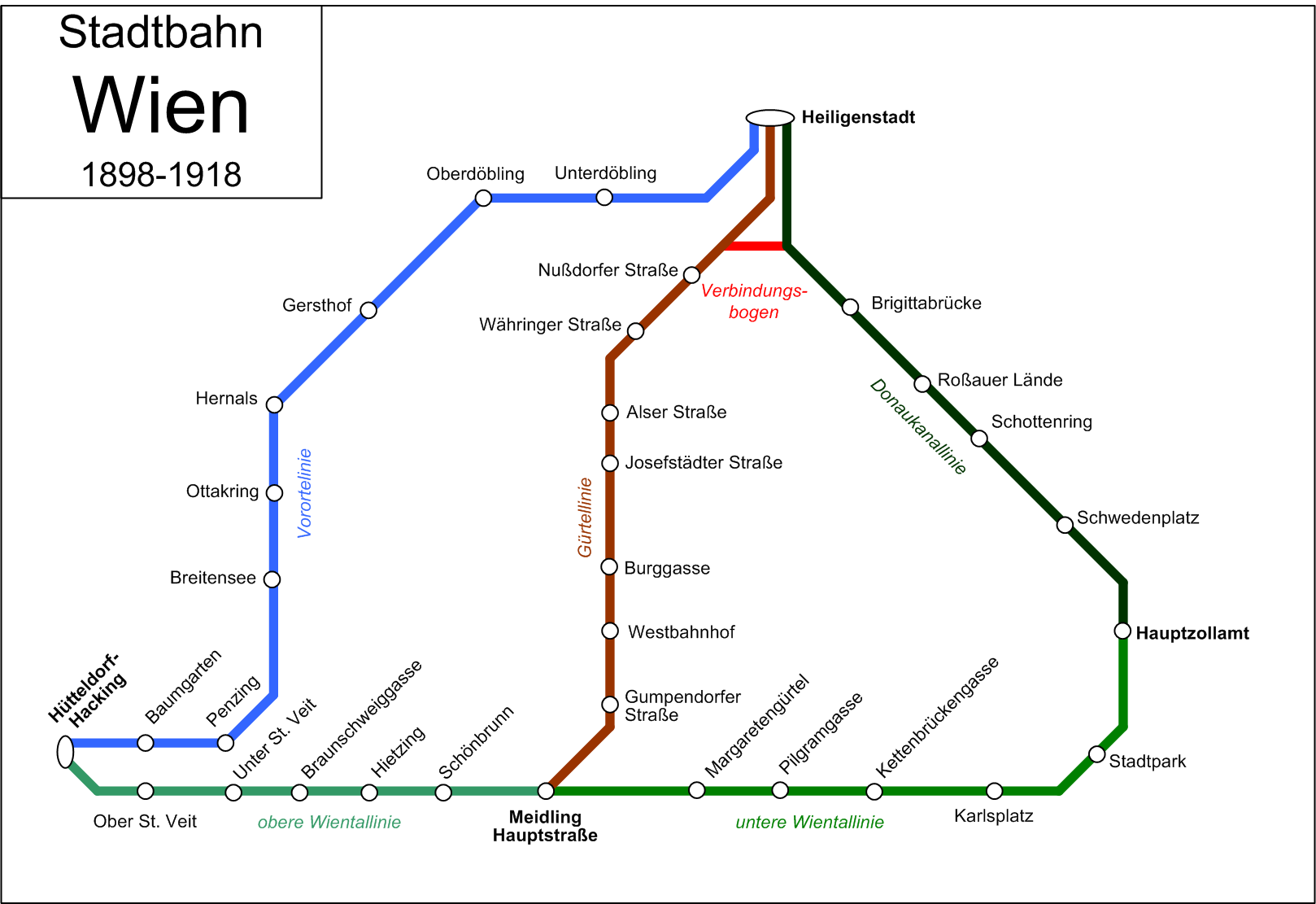
A Stadtbahn sematikus térképe, benne jól felfedezhető a mai U4-es és U6-os metró vonala

Az 1800-as évek végén egy városi vasúthálózat megépítéséről döntöttek a város belsejében, aminek kompatibilisnek kellett lennie a  normál vasúti hálózattal, és több helyen összeköttetésben is állt vele. A városon belül magas hidakon haladtak a sínek, melyen gőzmozdonyok jártak. Az állomásokat Otto Wagner építész tervezte meg, a hálózatot 1898-ban avatták fel, az utolsó vonalat 1901-ben adták át. Ezt hívták Stadtbahnnak, a mai metró elődjének. 

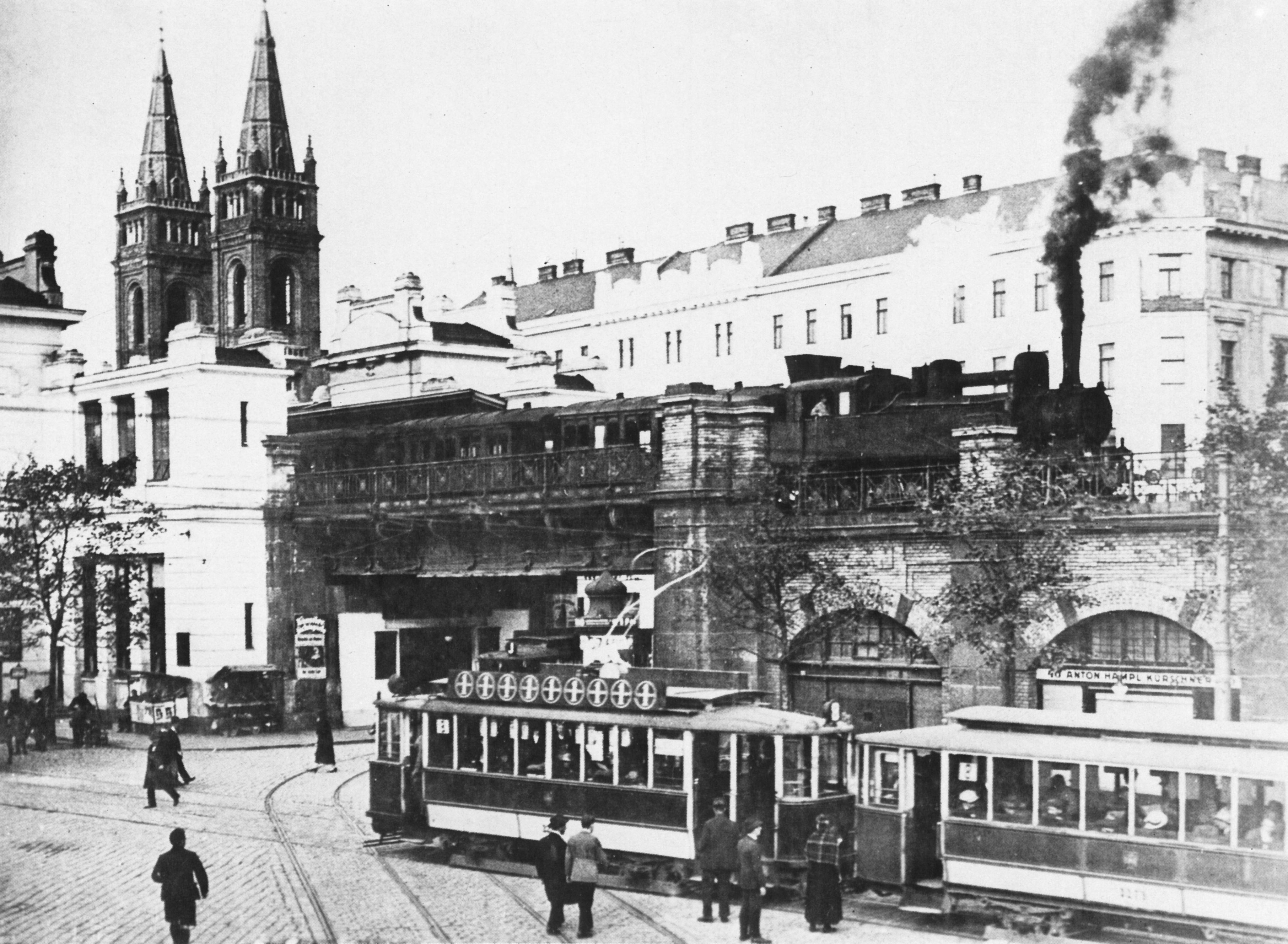
Gőzvasút a mai Josefstädter Straße állomásnál

A városon belül több vonal is épült (név szerint Wientallinie, Gürtellinie, Donaukanallinie és Vorortelinie), ezek kör alakban körbejárták a város központi körvonalát, valamint bekötötték a környező, akkor még igen külső területeket. A városon belüli gőzvasúthálózat viszont nem hozták a várt sikereket. Egyrészről a vonalak nem érintették a belvárost, így az utazók többsége nem tudta használni, másrészről a menetjegyek is túl drágák voltak, illetve a díjszabás nem volt a villamoshálózatéval összehangolva. Érdekes módon a menetidők hosszabbak voltak, mint a párhuzamosan futó villamosvonalak esetében. Az első világháború gazdasági következményei miatt a közlekedést 1918. december 8-án leállították, ami háborús helyzet lezárása után 1922. június elsején indult újra.

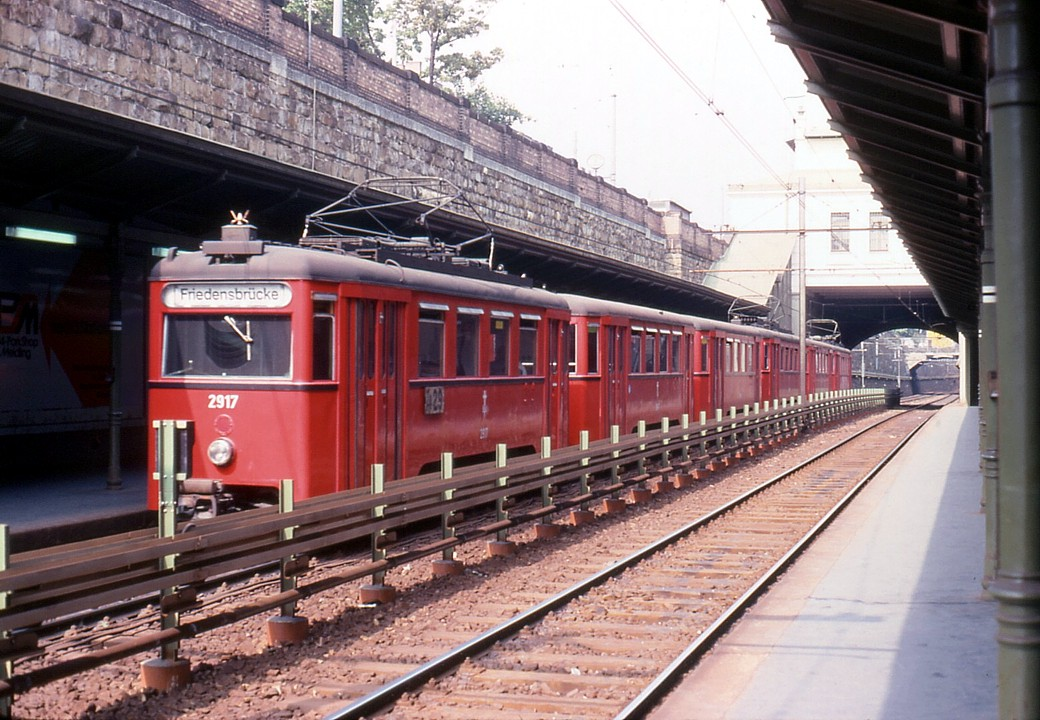
Elektromos Stadtbahnszerelvény 1980-ban, megfigyelhető rajta az felsővezetékes áramellátás

A népszerűség azonban nem javult, így (a Vorortelinie kivételével) az állami vasúttársaság abbahagyta az üzemeltetést. A Stadtbahnt leválasztották a nagyvasúti hálózatról, és az üzemeltetést Bécs város vette át. A hálózatot villamosították s további modernizálásokat hajtottak rajta végre, majd 1925-ben elindították az elektromos Stadtbahnt (német nevén Elektrische Stadtbahn).

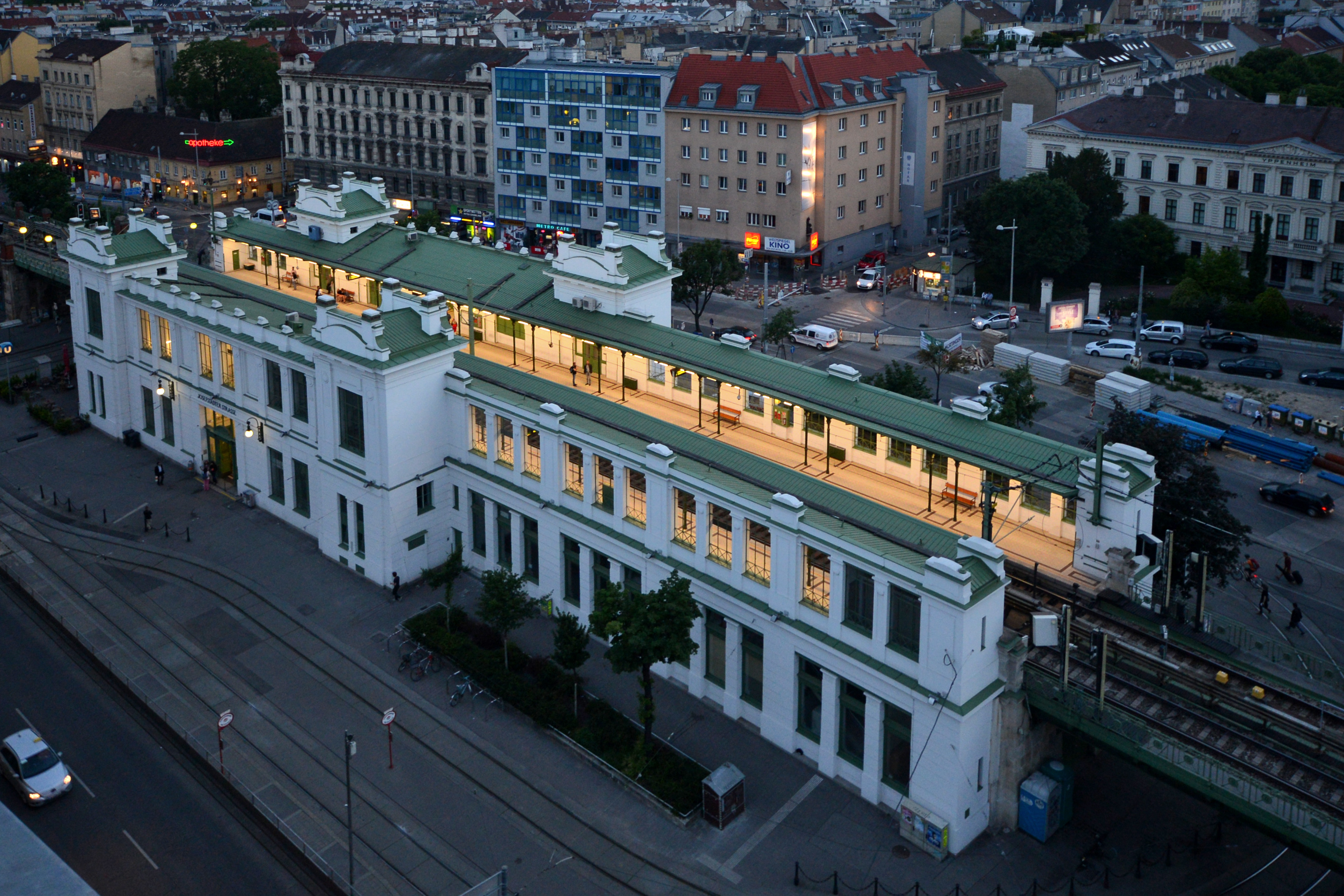
Ezek a szép metróállomások az 1898-ban átadott Stadtbahn hagyatékai. A képen Josefstädter Straße látható.

Az elektromos Stadtbahn a gőzüzeműtől jóval népszerűbb lett, és jól beilleszkedett a városi közlekedésbe. Az 1970-es évekre viszont már elavultnak számított, így megkezdődött a korszerűsítés. Teszt jelleggel 1976-ban átalakították az egyik vágányt Heiligenstadt és Friedensbrücke között metrópályává és megindult rajta a tesztelés. A tesztek sikeresnek bizonyultak, így ez év május 8-án U4-es jelzéssel megnyílt az utasforgalom előtt a mindössze két állomást tartalmazó vonal. A Stadtbahn pályája ezután fokozatosan lett átalakítva U4-es metróvá, ami 1981-ben elérte Hütteldorf végállomást, így létrejött a ma is ismert útvonala. Az U6-os metró átadására viszont 1989-ig várni kellett, addig a Gürtellinie maradt Stadtbahn üzemű. Ennél az átalakításnál viszont költséghatékonyságból nem építették ki a harmadik sínes áramellátási rendszert, így ez a vonal műszakilag nagyban különbözik a többitől.
Az eredeti, 1898-as gőzvasút hagyatékai így a mai napig használatban vannak. Az U4-es és az U6-os metró nagyrészt az eredeti gőzvasútnak készült hidakon jár, továbbá az állomások közül is sok megőrizte az eredeti formáját.

### Földalatti villamosból U2-es metró

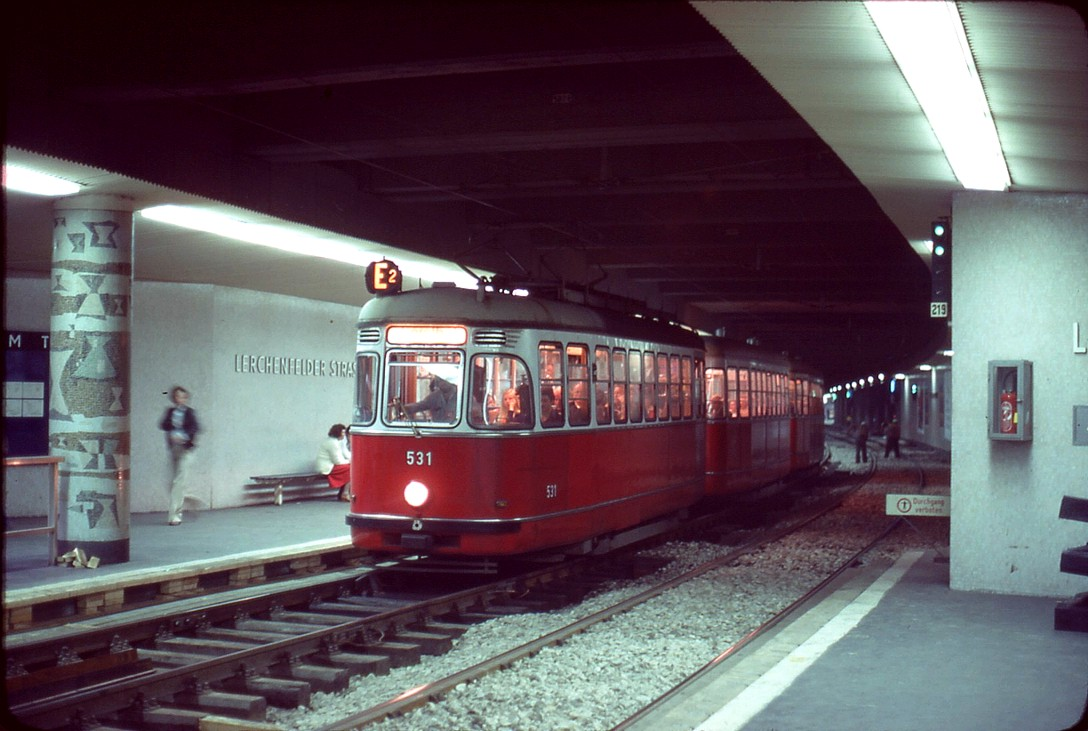
Villamos a mai U2-es metró alagútjában

A villamosok eredetileg nem csak a Ringen, hanem az azt környező utcákban is jártak. Az autósforgalom azonban annyira megnövekedett, hogy a villamossín nagyban hozzájárult a dugók kialakulásához, ezért az utcák áteresztőképességét úgy növelték, hogy a villamost áthelyezték a föld alá. Már ekkor felmerült, hogy esetleg ne villamost, hanem metrót építsenek, de erre pénzhiány miatt nem került sor, továbbá Roland Rainer közlekedéskoncepciója kifejezetten metróellenes volt. 

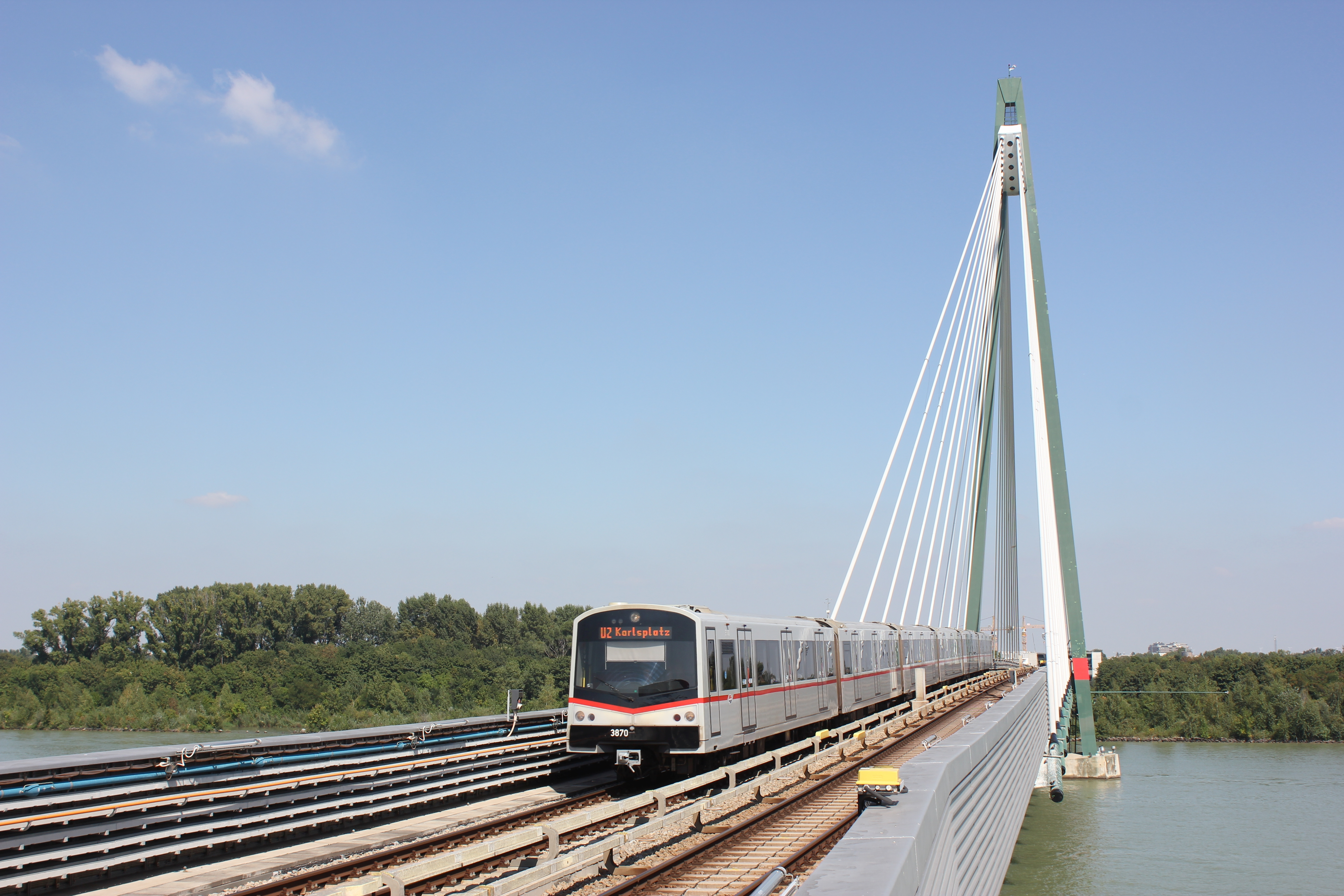
Az U2-es metró 2010-es meghosszabbításánál átvezették a Duna felett

A földalatti villamoshálózat 1,8 km hosszú lett, és több kijárata is volt.
A villamoshálózat azonban egyre népszerűtlenebb lett, amely következtében megnőtt az autósforgalom és nagyobbak lettek a forgalmi dugók. Ezt akarták megakadályozni egy új metró kiépítésével, mely vélhetően népszerűbb lesz a korábbi villamosnál.
1968-ban, két évvel a földalatti villamos átadása után bejelentették, hogy meg kívánják építeni az U2-es metrójáratot a villamosok alagútjának felhasználásával. Az U2-es metrót végül 1980-ban adták át a földalatti villamos alagútját felhasználva Karlsplatz és Schottenring között.
Az U2-es metró először 2008-ban bővült. Ekkor az Ernst Happel Stadionban rendezték meg az osztrák-svájci közös rendezésű futball Európa-bajnokság több mérkőzését, ami megkívánta, hogy a stadion elérhető legyen metróval. (A metró előtt a 21-es villamos szállította a szurkolókat). Az új szakasz átadása után még kétszer lett meghosszabbítva a vonal: először 2010-ben az Aspernstraßéig, majd 2013-ban Seestadtig.

### Az újonnan épített metrók (U1-es és U3-as)

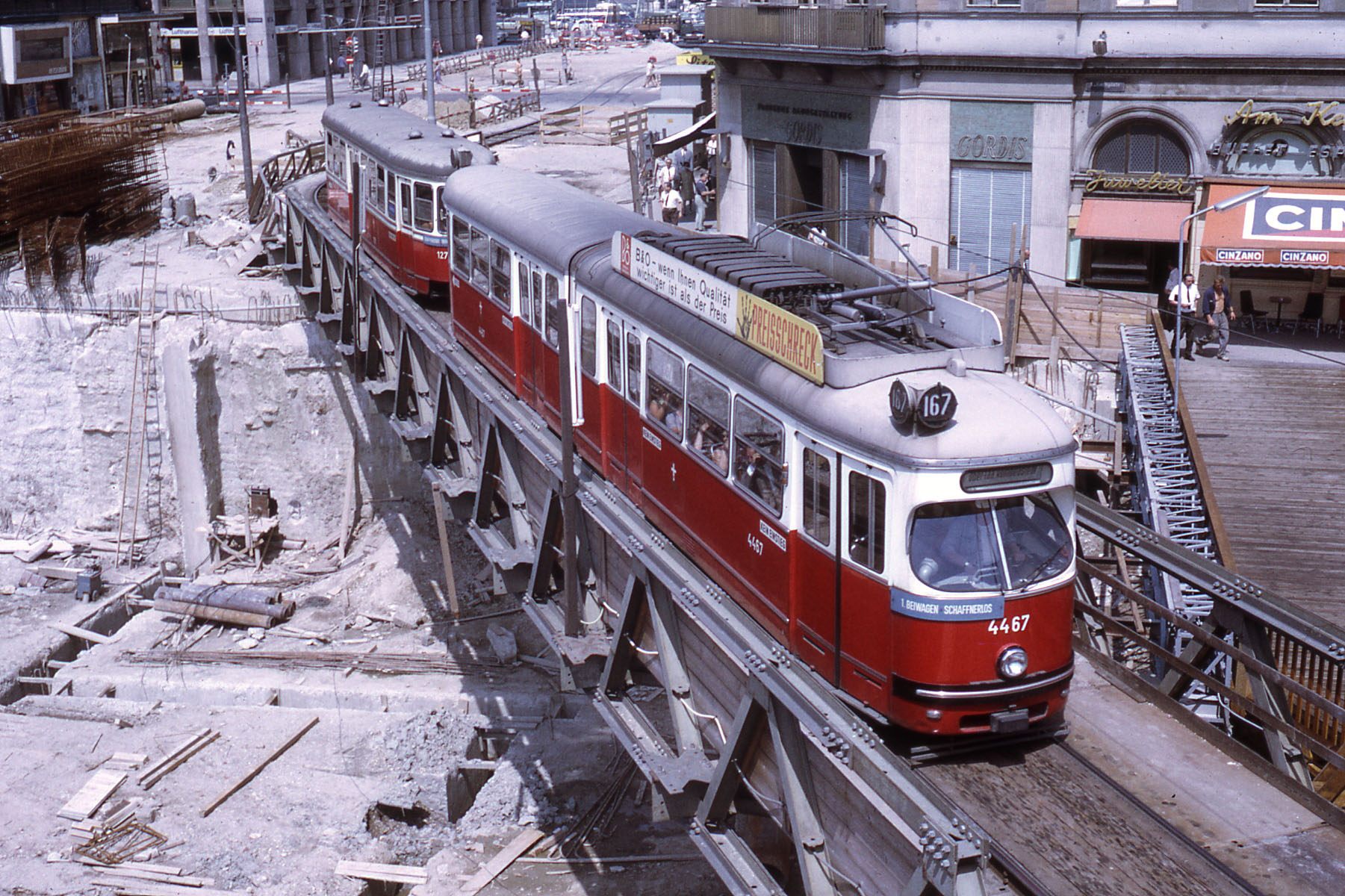
Az U1-es metró építése Karlsplatzon 1970-ben

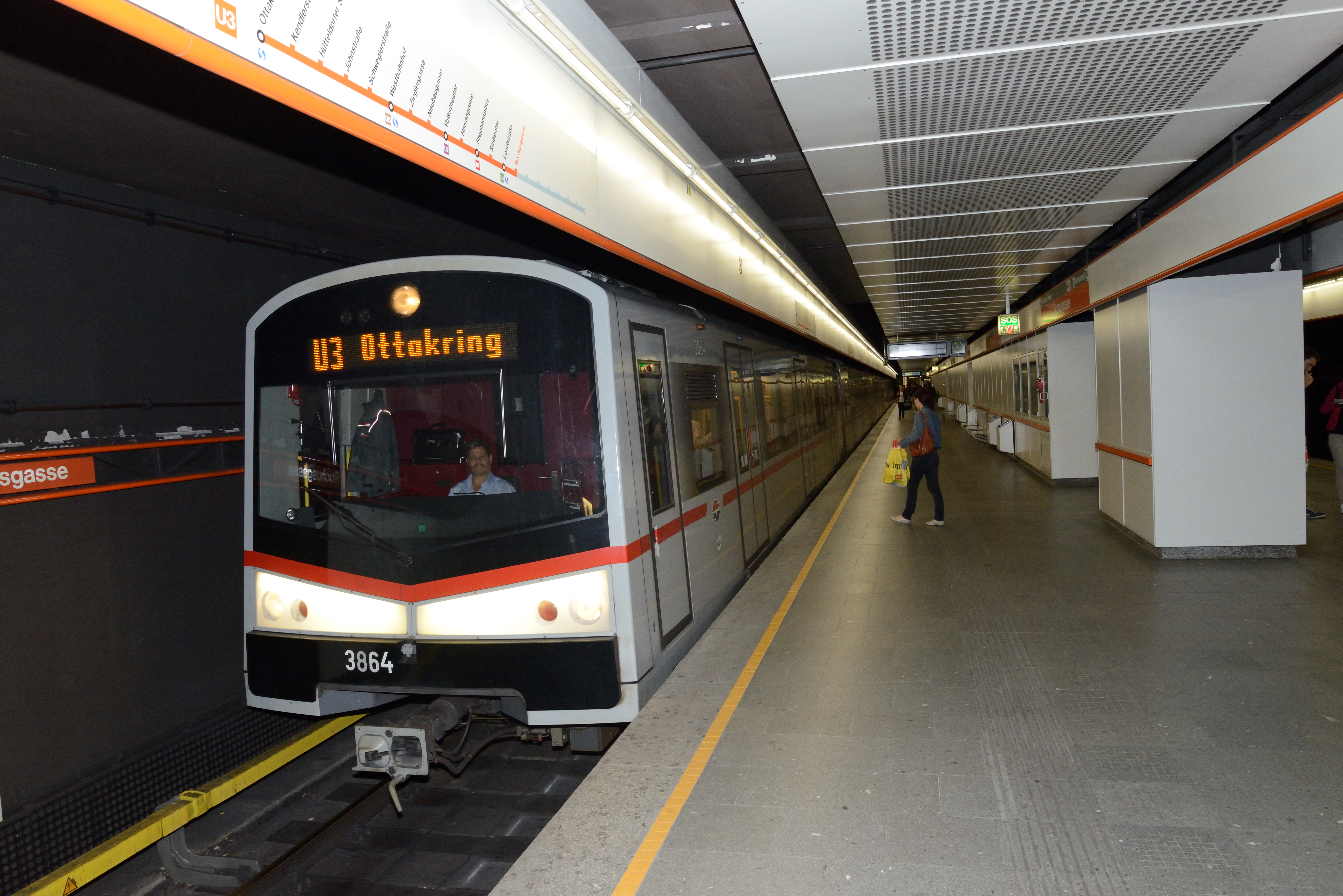
A belvároson át kelet-nyugat irányban közlekedő U3-as metró a legforgalmasabb metróvonal

Az U1-es metró Bécs másodiknak átadott és egyben első újonnan épített metróvonala. Az első Reumannplatz–Karlsplatz szakaszát 1978-ban adták át az utasoknak. A vonalat 1982-ig többnyire rövidebb szakaszokkal megtoldották északi irányba, amíg el nem érte Kagrant. Ezután a következő hosszabbításra 2006-ig kellett várni. Jelenleg ez a vonal birtokolja a legújabb pályaszakaszt, ugyanis 2017. szeptember 2-án nyílt meg a Reumannplatz–Oberlaa szakasza, amellyel az U1-es Bécs leghosszabb metróvonala lett.
Az U3-as metró Bécs jelenleg legújabb metróvonala. Először 1991-ben vehették igénybe az utasok az elég rövid Erdberg kocsiszíntől Volkstheaterig tartó szakaszon. Aztán néhány évenként újabb néhány állomással bővült, jelenlegi formáját 2000-ben nyerte el. Hossza csupán 13,402 km, így ez Bécs legrövidebb metrója, de forgalma igen nagy.

### A mindig elmaradt U5-ös

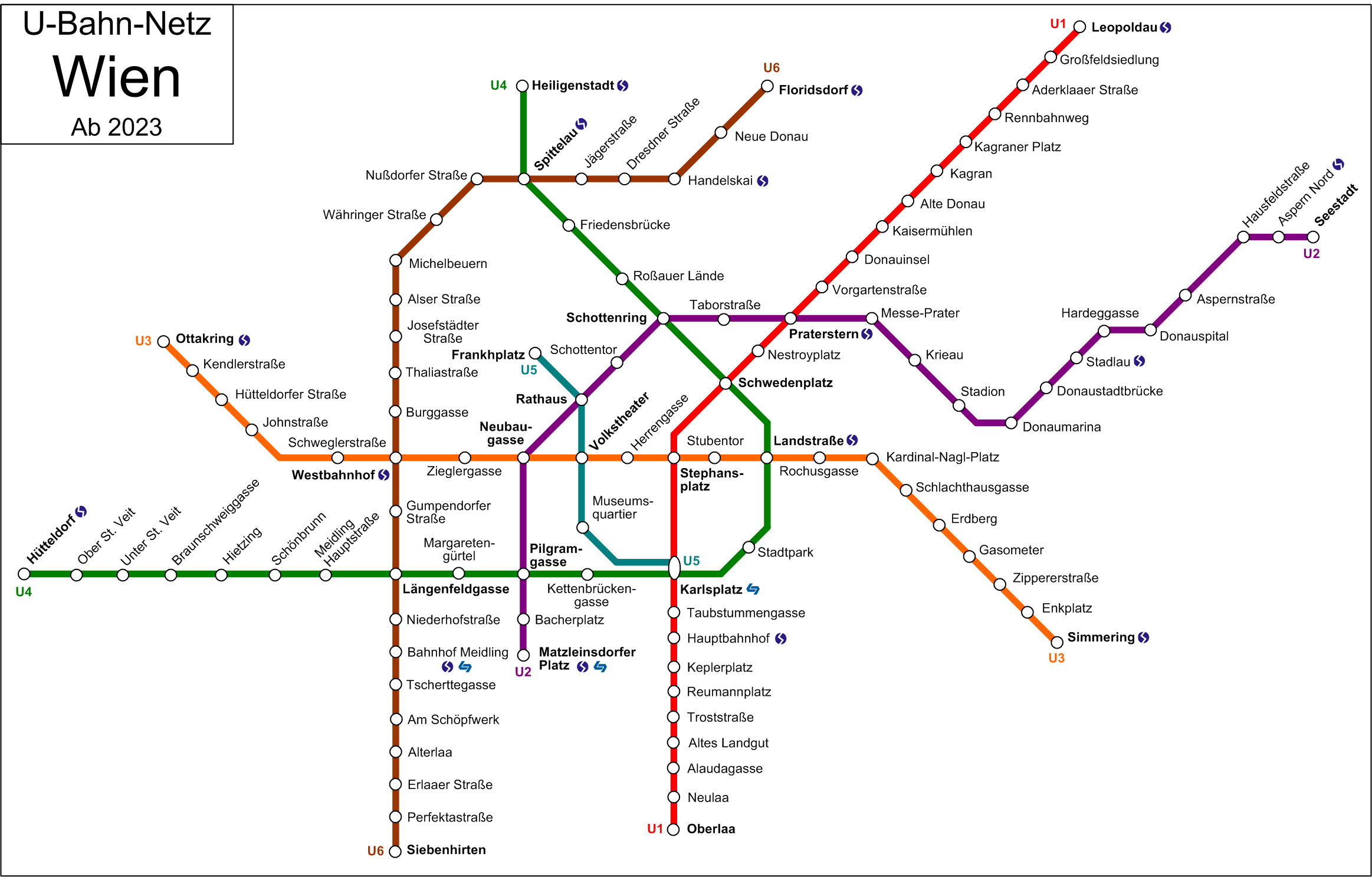
A tervek szerint 2023-ra az U5-ös átadásával így fog kinézni a vonalhálózati térkép

Az U2-es metró belvárosi végét át fogják alakítani egy új metróviszonylat átadásával, ami az U5-ös számot fogja kapni. A jelenlegi U2-es metrónak a Rathaus és Karlsplatz közötti ága megszűnik és Rathaus után másik irányban fog továbbhaladni, a Rathaus–Karlsplatz szakasz már nem is fog hozzá tartozni. A felhagyott pályán pedig beindul a város hatodik metróviszonylata U5-ös jelzéssel, ami Karlsplatz és Rathaus között teljes egészében a ami az U2-es metró alagútjában fog közlekedni, majd utána elfordul Hernals irányába. .
Egy 2014 nyarán lebonyolított online szavazás alapján az U5-ös vonal megjelenési színe türkizkék lesz.

### A nem aktuális U7-es
Az U7-es metró megépítése egyelőre csak ötlet, mivel jelenleg az U5-ös metró kivitelezésének tervezése zajlik. A leendő U7-es metrónak nincsenek konkrét tervei, de egyes elképzelések szerint Floridsdorf és Donaustadt között közlekedne északról keleti irányba. Érintené Floridsdorf vasútállomás és Kagrant. A metró megépítése azonban nagy költséggel járna, így inkább a 26-os gyorsvillamossal oldották meg a szállítást, mely közel ugyanannyi utast képes elszállítani, mint egy metró, de jóval kevesebbe kerül.

### Szakaszok átadásai
Az állomások a mai nevükön szerepelnek.
| Dátum               | Vonal | Az átadott/megszüntetett szakasz vagy megálló                                                                |
| ------------------- | ----- | --- |
| 1976. május 8.      | U4    | Heiligenstadt – Friedensbrücke (Ekkor még csak ez a két állomás volt)                                        |
| 1978. február 25.   | U1    | Reumannplatz – Karlsplatz                                                                                    |
| 1978. április 3.    | U4    | Friedensbrücke – Schottenring                                                                                |
| 1978. augusztus 15. | U4    | Schottenring – Karlsplatz                                                                                    |
| 1978. november 18.  | U1    | Karlsplatz – Stephansplatz                                                                                   |
| 1979. november 24.  | U1    | Stephansplatz – Nestroyplatz                                                                                 |
| 1980. augusztus 30. | U2    | Schottenring – Karlsplatz                                                                                    |
| 1980. október 26.   | U4    | Karlsplatz – Meidling Hauptstraße                                                                            |
| 1981. február 28.   | U1    | Nestroyplatz – Praterstern                                                                                   |
| 1981. augusztus 31. | U4    | Meidling Hauptstraße – Hietzing                                                                              |
| 1981. december 20.  | U4    | Hietzing – Hütteldorf                                                                                        |
| 1982. szeptember 3. | U1    | Praterstern – Kagran                                                                                         |
| 1989. október 7.    | U6    | Bahnhof Meidling – (Nußdorfer Straße) – Heiligenstadt Bahnhof Meidling – (Nußdorfer Straße) – Friedensbrücke |
| 1989. október 7.    | U6    | Längenfeldgasse állomás                                                                                      |
| 1989. október 7.    | U4    | Längenfeldgasse állomás                                                                                      |
| 1991. március 4.    | U6    | Nußdorfer Straße – Friedensbrücke megszüntetése                                                              |
| 1991. április 6.    | U3    | Erdberg – Volkstheater                                                                                       |
| 1993. szeptember 4. | U3    | Volkstheater – Westbahnhof                                                                                   |
| 1994. szeptember 3. | U3    | Westbahnhof – Johnstraße                                                                                     |
| 1995. április 15.   | U6    | Bahnhof Meidling – Siebenhirten                                                                              |
| 1995. október 7.    | U4    | Spittelau állomás                                                                                            |
| 1996. május 4.      | U6    | Nußdorfer Straße – Floridsdorf Nußdorfer Straße – Heiligenstadt megszüntetése                                |
| 1998. december 5.   | U3    | Johnstraße – Ottakring                                                                                       |
| 2000. december 2.   | U3    | Erdberg – Simmering                                                                                          |
| 2003 szeptember 27. | U2    | Lerchenfelder Straße állomás megszüntetése                                                                   |
| 2006. szeptember 2. | U1    | Kagran – Leopoldau                                                                                           |
| 2008. május 10.     | U2    | Schottenring – Stadion                                                                                       |
| 2010. október 2.    | U2    | Stadion – Aspernstraße                                                                                       |
| 2013. október 5.    | U2    | Aspernstraße – Seestadt                                                                                      |
| 2017. szeptember 2. | U1    | Reumannplatz – Oberlaa                                                                                       |

Sematikus térkép a vonalak átadásáról
| \| A metróhálózat hosszának alakulása \| A metróhálózat hosszának alakulása \| A metróhálózat hosszának alakulása \| A metróhálózat hosszának alakulása \| A metróhálózat hosszának alakulása \| \| ---------------------------------------------------- \| ---------------------------------- \| ---------------------------------- \| ---------------------------------- \| ---------------------------------- \| \| Év \| \| \| \| Hossz \| \| 1976 \| 1976 \| \| 2,4 km \| 2,4 km \| \| 1978 \| 1978 \| \| 10,6 km \| 10,6 km \| \| 1979 \| 1979 \| \| 12,1 km \| 12,1 km \| \| 1980 \| 1980 \| \| 19,5 km \| 19,5 km \| \| 1981 \| 1981 \| \| 25,6 km \| 25,6 km \| \| 1982 \| 1982 \| \| 29,5 km \| 29,5 km \| \| 1989 \| 1989 \| \| 40,1 km \| 40,1 km \| \| 1991 \| 1991 \| \| 43,7 km \| 43,7 km \| \| 1993 \| 1993 \| \| 45,8 km \| 45,8 km \| \| 1994 \| 1994 \| \| 47,2 km \| 47,2 km \| \| 1995 \| 1995 \| \| 52,3 km \| 52,3 km \| \| 1996 \| 1996 \| \| 55,2 km \| 55,2 km \| \| 1998 \| 1998 \| \| 57,2 km \| 57,2 km \| \| 2000 \| 2000 \| \| 60,2 km \| 60,2 km \| \| 2006 \| 2006 \| \| 64,9 km \| 64,9 km \| \| 2008 \| 2008 \| \| 68,8 km \| 68,8 km \| \| 2010 \| 2010 \| \| 74,7 km \| 74,7 km \| \| 2013 \| 2013 \| \| 78,3 km \| 78,3 km \| \| 2017 \| 2017 \| \| 83,1 km \| 83,1 km \| \| Minden évnél az az év végi adatok vannak feltüntetve \| \| \| \| \| |      |  |         |         |
| A metróhálózat hosszának alakulása |      |  |         |         |
| Év |      |  |         | Hossz   |
| 1976 | 1976 |  | 2,4 km  | 2,4 km  |
| 1978 | 1978 |  | 10,6 km | 10,6 km |
| 1979 | 1979 |  | 12,1 km | 12,1 km |
| 1980 | 1980 |  | 19,5 km | 19,5 km |
| 1981 | 1981 |  | 25,6 km | 25,6 km |
| 1982 | 1982 |  | 29,5 km | 29,5 km |
| 1989 | 1989 |  | 40,1 km | 40,1 km |
| 1991 | 1991 |  | 43,7 km | 43,7 km |
| 1993 | 1993 |  | 45,8 km | 45,8 km |
| 1994 | 1994 |  | 47,2 km | 47,2 km |
| 1995 | 1995 |  | 52,3 km | 52,3 km |
| 1996 | 1996 |  | 55,2 km | 55,2 km |
| 1998 | 1998 |  | 57,2 km | 57,2 km |
| 2000 | 2000 |  | 60,2 km | 60,2 km |
| 2006 | 2006 |  | 64,9 km | 64,9 km |
| 2008 | 2008 |  | 68,8 km | 68,8 km |
| 2010 | 2010 |  | 74,7 km | 74,7 km |
| 2013 | 2013 |  | 78,3 km | 78,3 km |
| 2017 | 2017 |  | 83,1 km | 83,1 km |
| Minden évnél az az év végi adatok vannak feltüntetve |      |  |         |         |

## Járművek
A bécsi metróban közlekedő járművek két nagy csoportra oszthatóak, a könnyűmetró járműveire (U6), és a nehéz metrók járműveire (U1, U2, U3, U4). Ezek műszakilag nagyban különböznek egymástól, hiszen LZB vonatbefolyásoló rendszer csak a nehézmetrókon működik, és azok harmadik sínből kapják az áramot, míg az U6-os metró felsővezetékes.

### Nehézmetrók járművei
- A nehézmetrókon a kezdetektől fogva az ezüstnyíl járművek közlekednek. Ezek az első generációs járművek. A legelső járművet 1972-ben legyártották, négy évvel az első utasokat szállító szerelvény elindulása előtt. Az ezüstnyilak, vagyis az U sorozatú járművek négy altípusra bonthatóak, az U, U1, U11 és U2 típusváltozatokra. Köztük csak motorikusan van különbség, külső megjelenésük egységes. A legidősebb típusváltozat az alapváltozatú U, annak a továbbfejlesztett változata az U1 és U11. Az U járművek egy része 2000 és 2009 között korszerűsítésen esett át, így megszületett az U2 altípus is. Egy átlagos ezüstnyilakból álló szerelvény három ikermotorkocsiból áll (egy ikerkocsit két kocsi alkot), Egy teljes szerelvényben 294 ülőhely, valamint 546 állóhely van. A járművek nem légkondicionáltak.
- Részben az ezüstnyilak cseréjére, részben pedig a hálózatbővüléssel jelentkező nagyobb járműigény miatt az 1990-es évek végén kifejlesztették a V típusú járműveket. A prototípus 2000-ben, a sorozatkocsik pedig 2006 óta fokozatosan állnak forgalomba. Egy szerelvény hat kocsiból áll, ezek utastere egybefüggő, így az utasok át tudnak közöttük járni. Egy szerelvény 260 ülőhellyel és 1064 állóhellyel rendelkezik. Minden jármű klimatizált.
- Az összes V típusú jármű leszállítása után 2017-ben új szerződést kötöttek a Siemenssel metrókocsik szállításáról. A járművek a teljesen automata 5-ös metrón, valamint az 1-es 2-es 3-as és 4-es vonalakon is fog közlekedni, ott félautomata módban. Az első szerelvény  2023 június 16-án állt forgalomba a 3-as vonalon [4]

| Kép               | Típus             | Eredeti darabszám                                               | Jelenleg forgalomban                                            | Pályaszámok                     | Gyártási év                         | Bécsben közlekedik | Viszonylatok                                                                              |
| Forgalmi járművek | Forgalmi járművek | Forgalmi járművek                                               | Forgalmi járművek                                               | Forgalmi járművek               | Forgalmi járművek                   | Forgalmi járművek  | Forgalmi járművek                                                                         |
| ----------------- | ----------------- | --------------------------------------------------------------- | --------------------------------------------------------------- | ------------------------------- | ----------------------------------- | ------------------ | ----------------------------------------------------------------------------------------- |
|                   | U1 és U11         | 117 db ikerkocsi                                                | 111 db ikerkocsi                                                | 2201–2317 3201–3317             | 1986–1997 (28-39 évesek)            | 1986 óta           | Az U1-es, U2-es, U3-as, U4-es vonalakon közlekednek.                                      |
|                   | U2                | 74 db ikerkocsi (U típusból átépítve)                           | 45 db ikerkocsi                                                 | 2063–2136 3063–3136             | 1978–1982 korszerűsítés: 2000–2009  | 2000 óta           | Jellemzően az U2-esen és U3-ason járnak, de az U1-esen és az U4-esen is felbukkanhatnak.  |
|                   | V                 | 58 db szerelvény (szerelvényenként 6 kocsi)                     | 58 db szerelvény (szerelvényenként 6 kocsi)                     | 3801–3922; 2401–2522; 2801–2922 | 2000, 2005–2017 (8-20 és 25 évesek) | 2000 óta           | Az U1-es, U2-es, U3-as, U4-es vonalakon közlekednek.                                      |
|                   | X                 | 11 db szerelvény (55 db megrendelve) (szerelvényenként 6 kocsi) | 11 db szerelvény (55 db megrendelve) (szerelvényenként 6 kocsi) |                                 | 2018-tól (0-7 évesek)               | 2023 óta           | Jelenleg csak U3-as vonalakon közlekednek, később U6 kivételével mindenhol közlekedni fog |
| Egykori járművek  |                   |                                                                 |                                                                 |                                 |                                     |                    |                                                                                           |
|                   | U                 | 135 db ikerkocsi                                                | 0 db                                                            | 2001–2136 3001–3136             | 1972–1982                           | 1972–2016          | Utoljára az U1-es és U4-es vonalakon közlekedtek.                                         |

### A könnyűmetró járművei
- Az U6-os metrón kezdetben az E6 és c6 típusú járművekkel lehetett utazni, amelyek többsége a metró elődjén, a Stadtbahnon közlekedtek eredetileg, és miután 1989-ben azt átalakították metróvá a járműveket is megtartották egy kisebb modernizálással. Az első darab 1979-ben, az utolsó 1990-ben készült, gyártójuk a Lohner-Werke volt, ami ma a Bombardierhez tartozik. A magas padlós járműveket fokozatosan elkezdték leváltani újakra, így 2008-ban végleg kivonták a típust a forgalomból.
- Ezeknek a járműveknek a kiváltására vásároltak a Bombardiertől alacsony padlós T típusú járműveket. Az első 1992-ben, az utolsó 2000-ben készült. Mivel a korábbi típusokkal kompatibilis volt éveken át vegyes szerelvények is előfordultak. A T járművek továbbfejlesztett változata a T1, ami külsőre szinte teljesen megegyezik a sima T megjelenésével. Jelenleg ez a két típus közlekedik az U6-os vonalon, amelyek kompatibilisek egymással, így vegyes szerelvények is előfordulnak. Egy átlagos szerelvény négy járműből áll, ahol 232-en tudnak leülni, és további 544 utasnak jut állóhely.

| Kép               | Típus             | Eredeti darabszám | Jelenleg forgalomban | Pályaszámok       | Gyártási év       | Bécsben közlekedik | Viszonylatok                                                                                          |
| Forgalmi járművek | Forgalmi járművek | Forgalmi járművek | Forgalmi járművek    | Forgalmi járművek | Forgalmi járművek | Forgalmi járművek  | Forgalmi járművek                                                                                     |
| ----------------- | ----------------- | ----------------- | -------------------- | ----------------- | ----------------- | ------------------ | --- |
|                   | T                 | 78 db jármű       | 78 db jármű          | 2601–2678         | 1992–2000         | 1993 óta           | Csak az U6-oson járnak, de a villamosüzem vonalain is képesek közlekedni.                             |
|                   | T1                | 66 db jármű       | 66 db jármű          | 2679–2744         | 2007–             | 2008 óta           | Csak az U6-oson járnak, de a villamosüzem vonalain is képesek közlekedni.                             |
| Egykori járművek  |                   |                   |                      |                   |                   |                    | |
|                   | E6 (motorkocsi)   | 48 db             | ?                    | 4901–4948         | 1979–1991         | 1980–2008          | 1989-ig a Stadtbahnon, utána az U6-oson jártak. A villamosüzem vonalain is képesek voltak közlekedni. |
|                   | c6 (pótkocsi)     | 46 db             | ?                    | 1901–1946         | 1979–1990         | 1980–2008          | 1989-ig a Stadtbahnon, utána az U6-oson jártak. A villamosüzem vonalain is képesek voltak közlekedni. |

## Kocsiszínek

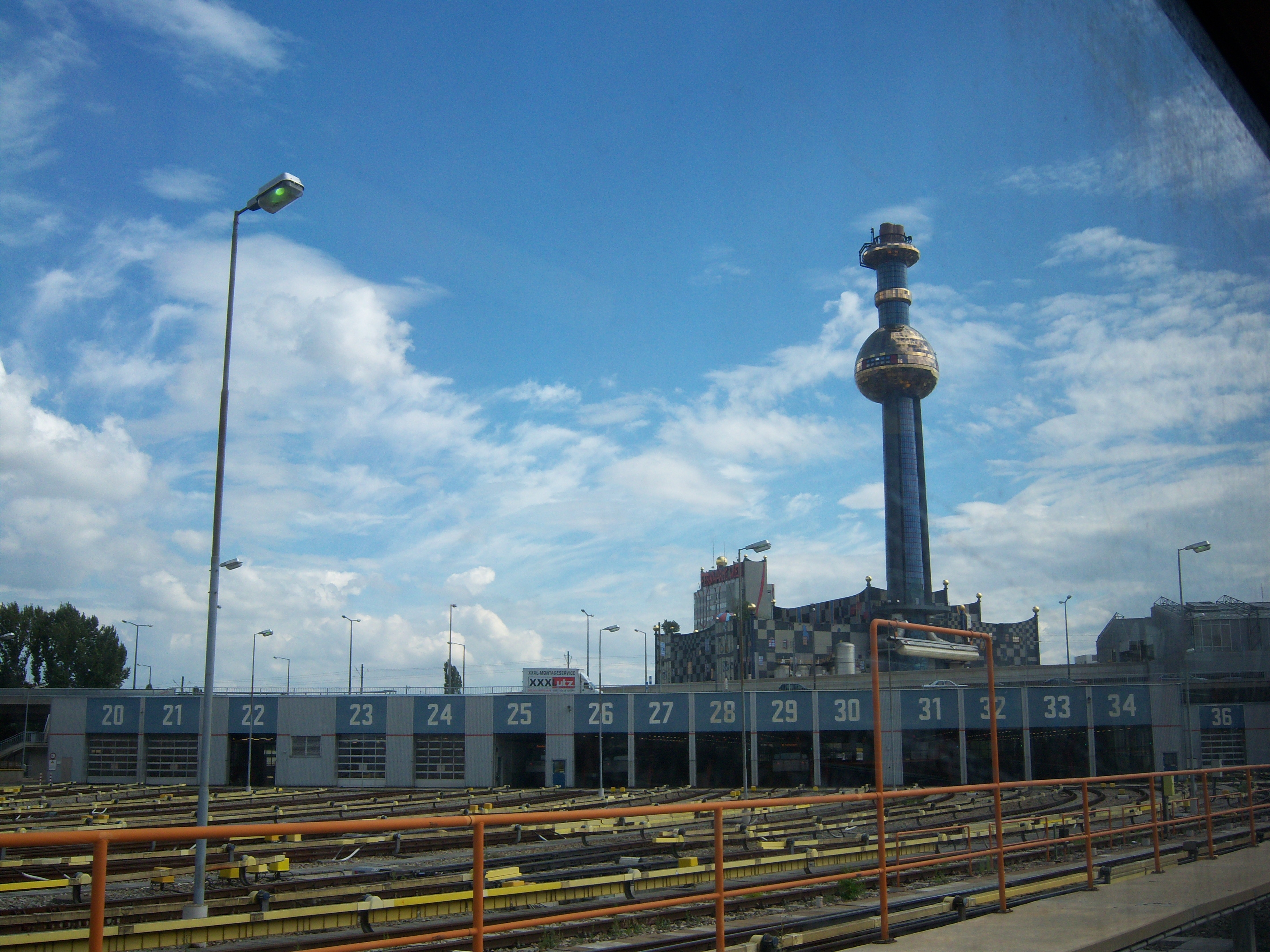
Wasserleitungswiese kocsiszín

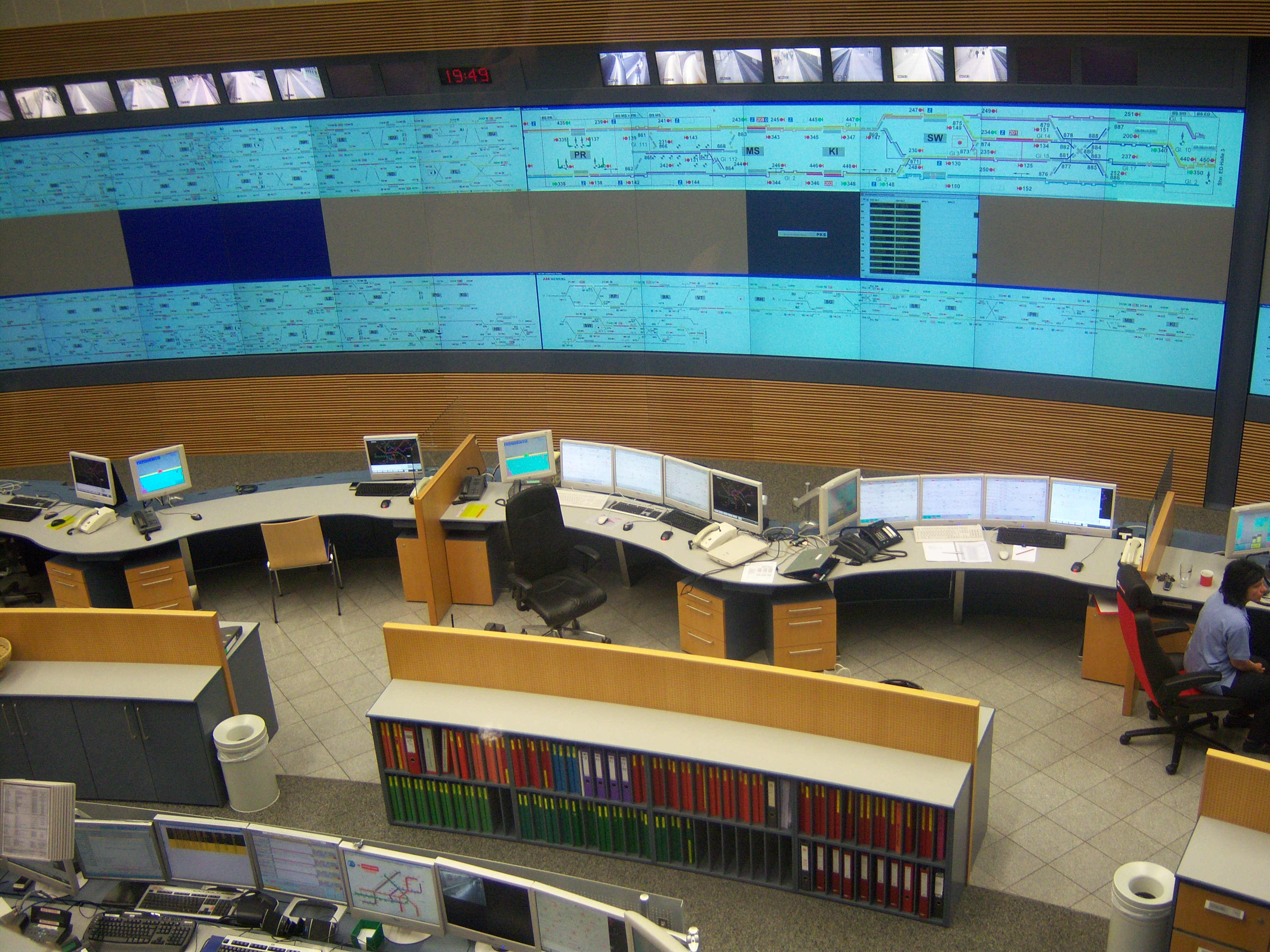
Erdberg, forgalomirányítási központ

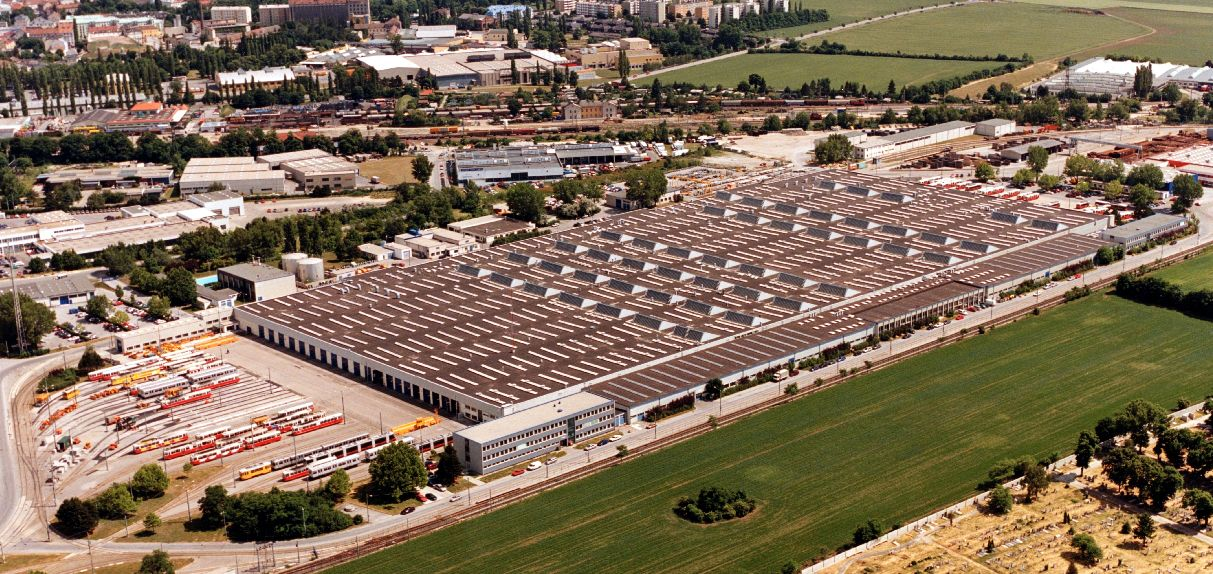
A körülbelül alapterületű Simmeringi főműhely

A kocsiszínekben csak kisebb javítási és karbantartási munkákat tudnak végezni, minden jármű főjavítását a Simmeringi főműhely végzi.

### Wasserleitungswiese
A Wasserleitungswiese kocsiszínt 1977-ben nyitották meg, helyileg az U4-es metró északi részénél lévő Spittelau állomás közelében van. Napjainkban az U1-es és U4-es metrókat szolgálja ki. Ha egy szerelvény az U1-es metró vonalára készül, akkor az U4-es vonalán kell haladnia Schottenring állomásig, majd ott egy összekötővágányra kell rátérnie, amelyen keresztül Stephansplatz állomásra juthat.
Innen lehetőség van az U2-es metróvonalra is küldeni szerelvényt.
A kocsiszínbe U1, U11 és V sorozatú kocsik vannak állomásítva. Mivel az ezüstnyíl kocsik nem tudnak egymaguk közlekedni (csak párban) a gyorsabb vonat összeállítás érdekében egy 40 m átmérőjű fordítókorongot telepítettek, melyre ráfér egy egész ikermotorkocsi. Ez egész Európában a legnagyobb metró-fordítókorong.

### Erdberg
Erdberg kocsiszín a metróhálózat legnagyobb telephelye; az U2-es és az U3-as metrókat szolgálja ki, helyileg az U3-as Erdberg állomása mellett található. 2008-ban az U2-es Schottenring–Stadion szakaszának átadásával kiépült egy köztelen vágány az U2 és U3 között.
A helykiválasztást indokolta, hogy kapcsolatban van a nemzeti vasúttársasággal, továbbá a közelben van az Wiener Südosttangente (A23) autópálya és hozzá kapcsolatos P+R parkoló is. A telephelyet a továbbiakban fejlesztették, 1994 óta itt működik a Wiener Linien központja.
A kocsiszínben U1, U2, V és X sorozatú kocsikat tartanak karban.

### Michelbeuern
A kocsiszín az U6-os metró vonalán Michelbeuern állomás mellett található. A kocsiszín még a stadtbahnos időkben épült, és eleinte azt szolgálta, majd amikor átalakították metróvá, a kocsiszín is a Stadtbahnból átalakított metrót szolgálta.
Ugyan ez az egyetlen komolyabb kocsiszín az U6-os metró vonalán, a metró szerelvényeinek főjavítását a Simmeringi villamosfűműhelyben végzik. Mivel a simmeringi főműhely nem áll összeköttetésben, a metrószerelvényeknek a villamospályán kell haladniuk. Ennek érdekében a kocsiszín rendelkezik villamospálya-összeköttetéssel.

### További tárolóállomások
A kocsiszíneken kívül vannak további tárolóállomások is. Itt meg tudják fordítani a szerelvényeket, tárolni tudják őket.
- U1-es metró: Leopoldau
- U2-es metró: Seestadt
- U3-as metró: Ottakring
- U4-es metró: Hütteldorf
- U6-os metró: Rößlergasse

## Biztosítóberendezések

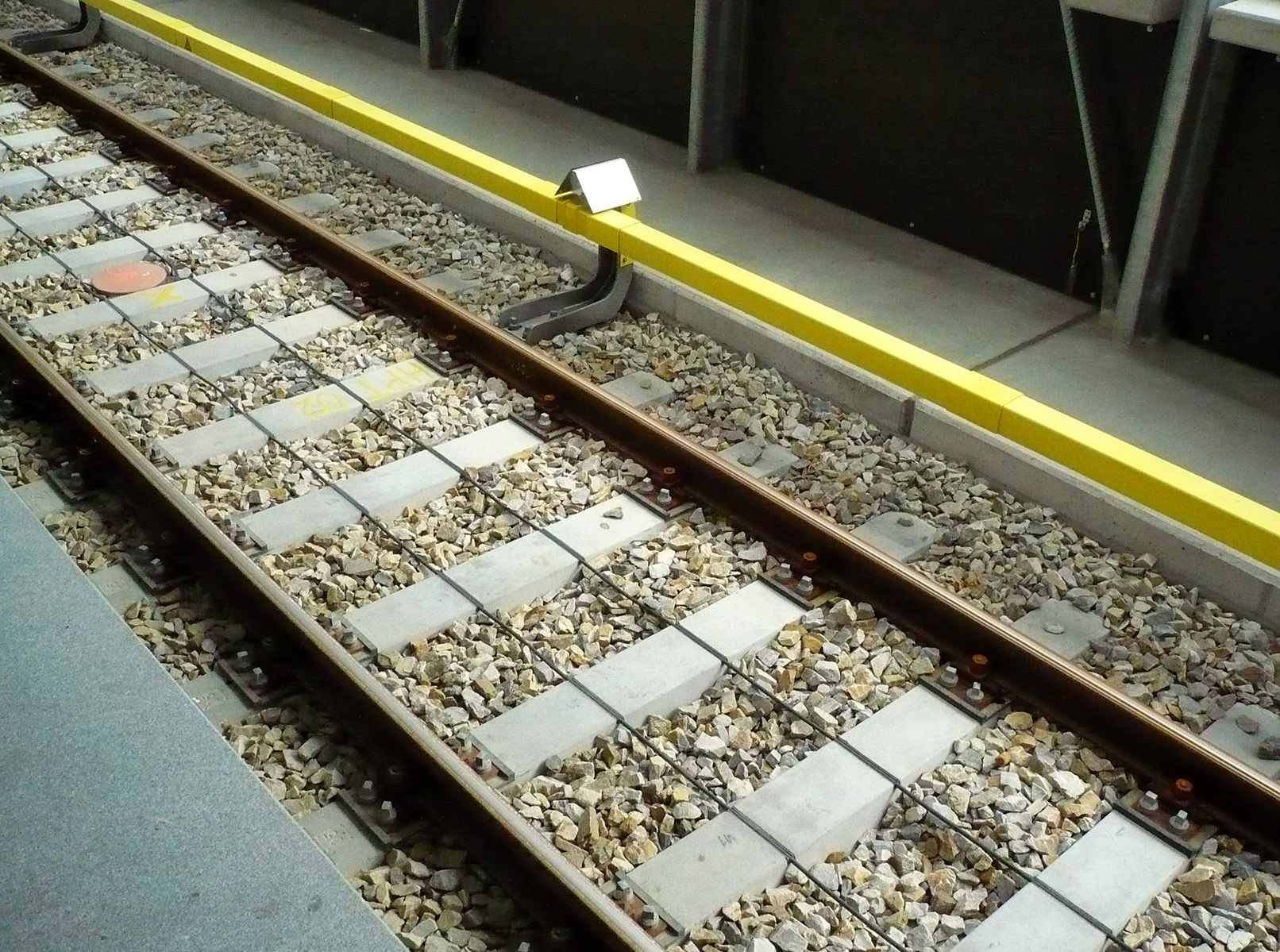
A sínek közt futó vezeték az LZB adó

Az U6-os metró kivételével mindegyik metróvonal fel van szerelve egy német fejlesztésű vonatbefolyásolási rendszerrel, a Siemens LZB 500-al. Ez lehetőséget ad ahhoz, hogy a metró automata üzemmódban közlekedjen, és a járművezető csak felügyelje a rendszer működését. A bevezetésével pedig a hagyományos fényjelzők használata szükségtelenné vált, általában nem is használják. Továbbá ha a valami hiba adódik akkor az LZB a metrót a következő állomásra 15 km/h-s sebességgel bevontatja.
Az U2-es metrónál a Stadtion és Aspernstraße állomások között, valamint az U4-es metró két végállomásánál, Heiligenstadtnál és Hütteldorfnál már évek óta a vonatok alapból automata üzemmódban közlekednek a szerelvények, és azok fordítását is ez működteti. A járművezető a végállomásra érve kiszáll, és az LZB bevontatja a szerelvényt a tárolóvágányra. Aztán ha a szerelvény megfordult, a járművezető egy kulccsal hívhatja a szerelvényt, ami először megáll a peron végénél, hogy a járművezető beszállhasson, majd a peron elejére áll, hogy az utasok is felszállhassanak.

## Művészet, kidekorált állomások
A bécsi metróállomások közül némelyik igen érdekes. Természetesen ide tartoznak a műemléknek számító régi Stadtbahnos állomások, de rajtuk kívül is akad jó pár érdekes. Ezek közül néhányat nemzetközi művészek festettek, mint például Peter Kogler, Nam June Paik, Anton Lehmden és Gottfried Kumpf. A legtöbb kidekorált állomás az U3-as metró vonalán van, ezért is szokták a „kultúrvonalnak” nevezni.
Az egyik legkülönlegesebb Stubentor állomás, ugyanis az állomás építése közben megtalálták a régi bécsi városfal egy darabját. Ezt az utasok számára láthatóvá tették és egy darabot ki is állítottak az állomás belsejében. A Schweglerstraße is igen érdekes, az állomásba különböző dolgok vannak belógatva, például egy Mini. A Westbahnhof állomáson az emberiség történetét és jelenkorát mutatja be egy rövidke kiállítás. A többi állomásban többnyire a falakra festettek fel különböző motívumokat vagy szép képeket.

## Csomópontok
| Állomás         | Vonalak  |
| --------------- | -------- |
| Karlsplatz      | U1 U2 U4 |
| Praterstern     | U1 U2    |
| Stephansplatz   | U1 U3    |
| Schwedenplatz   | U1 U4    |
| Volkstheater    | U2 U3    |
| Schottenring    | U2 U4    |
| Landstraße      | U3 U4    |
| Westbahnhof     | U3 U6    |
| Längenfeldgasse | U4 U6    |
| Spittelau       | U4 U6    |

## Galéria

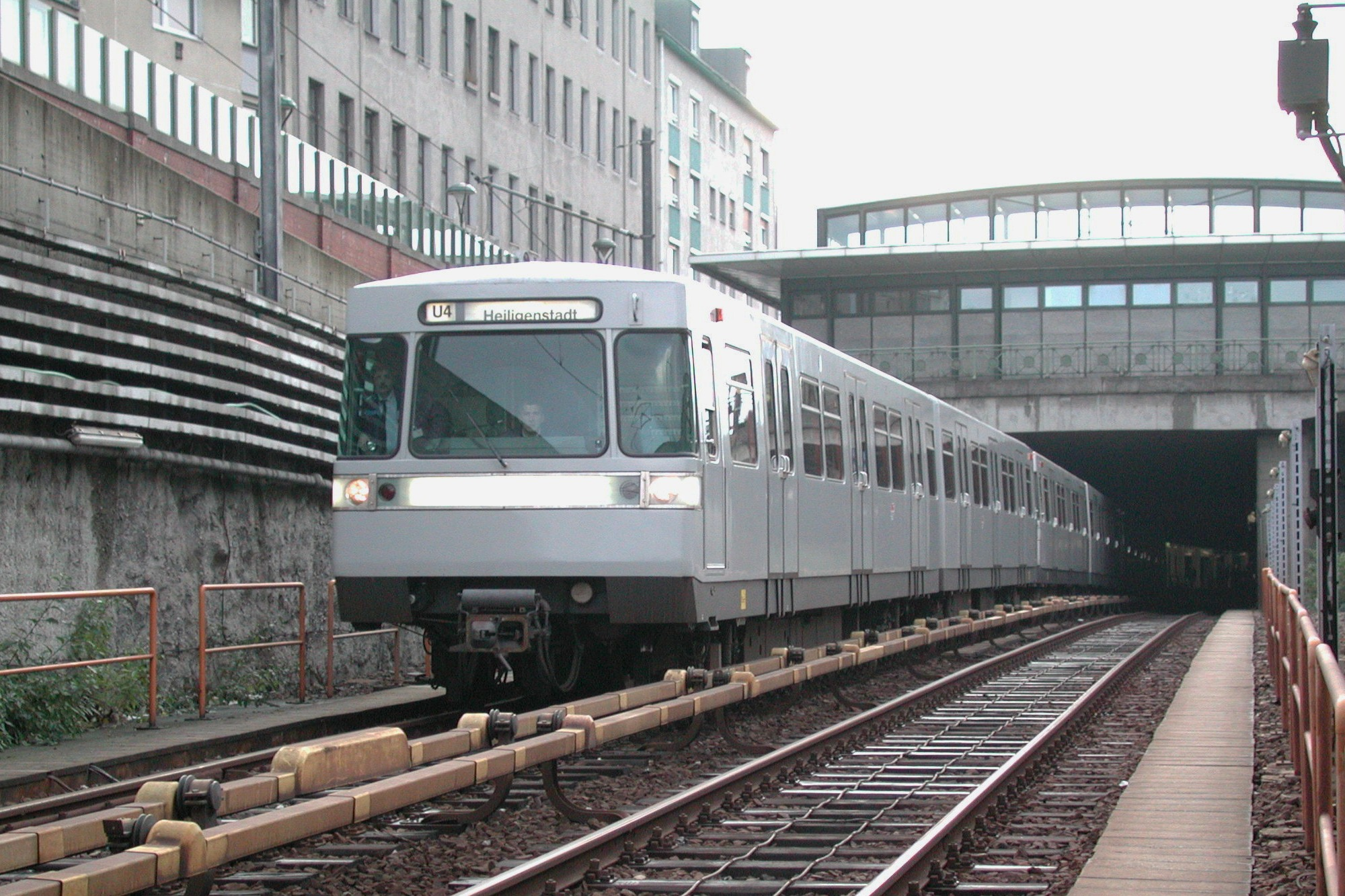
Ezüstnyíl Längenfeldgasse közelében
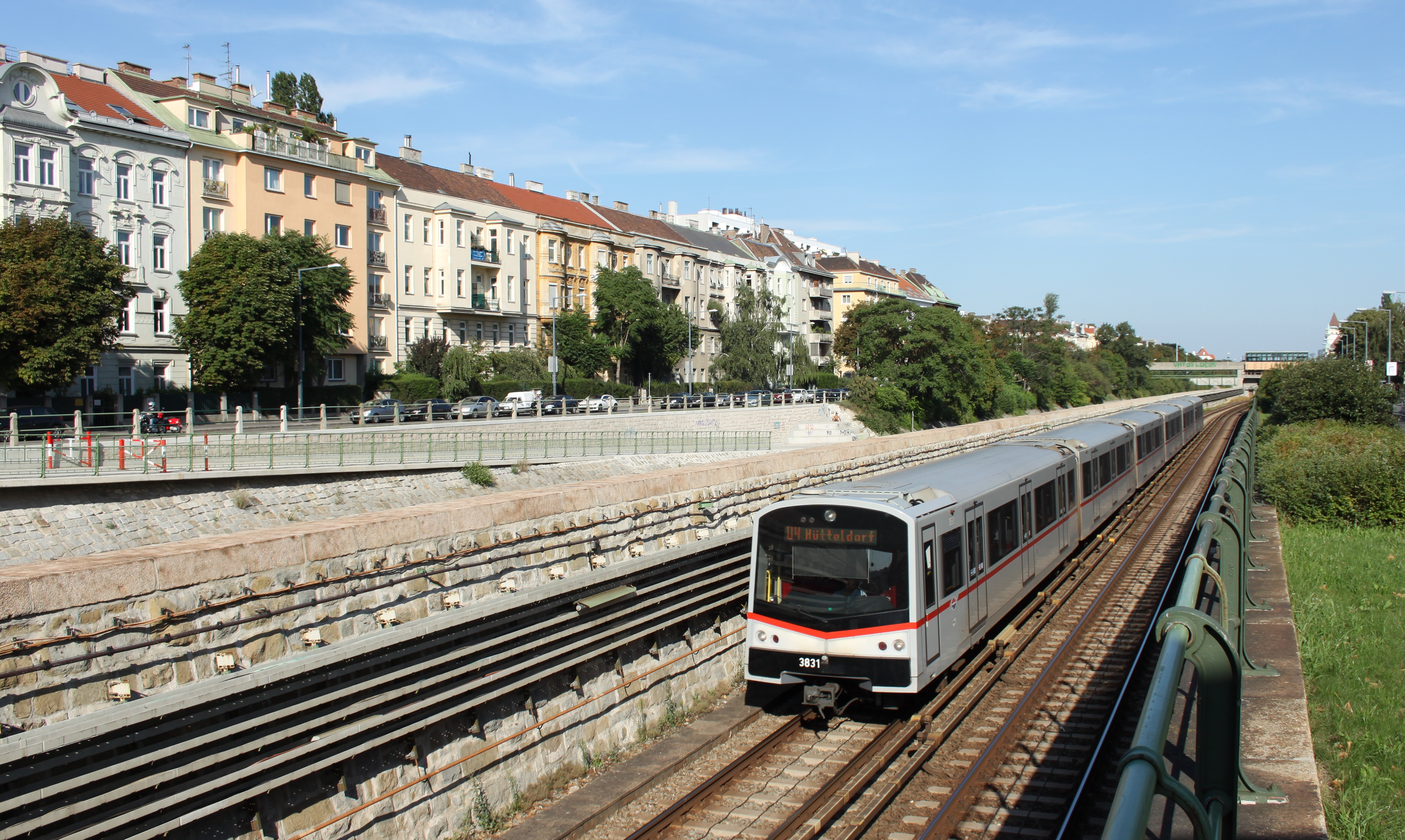
V típusú jármű Braunschweiggasse közelében
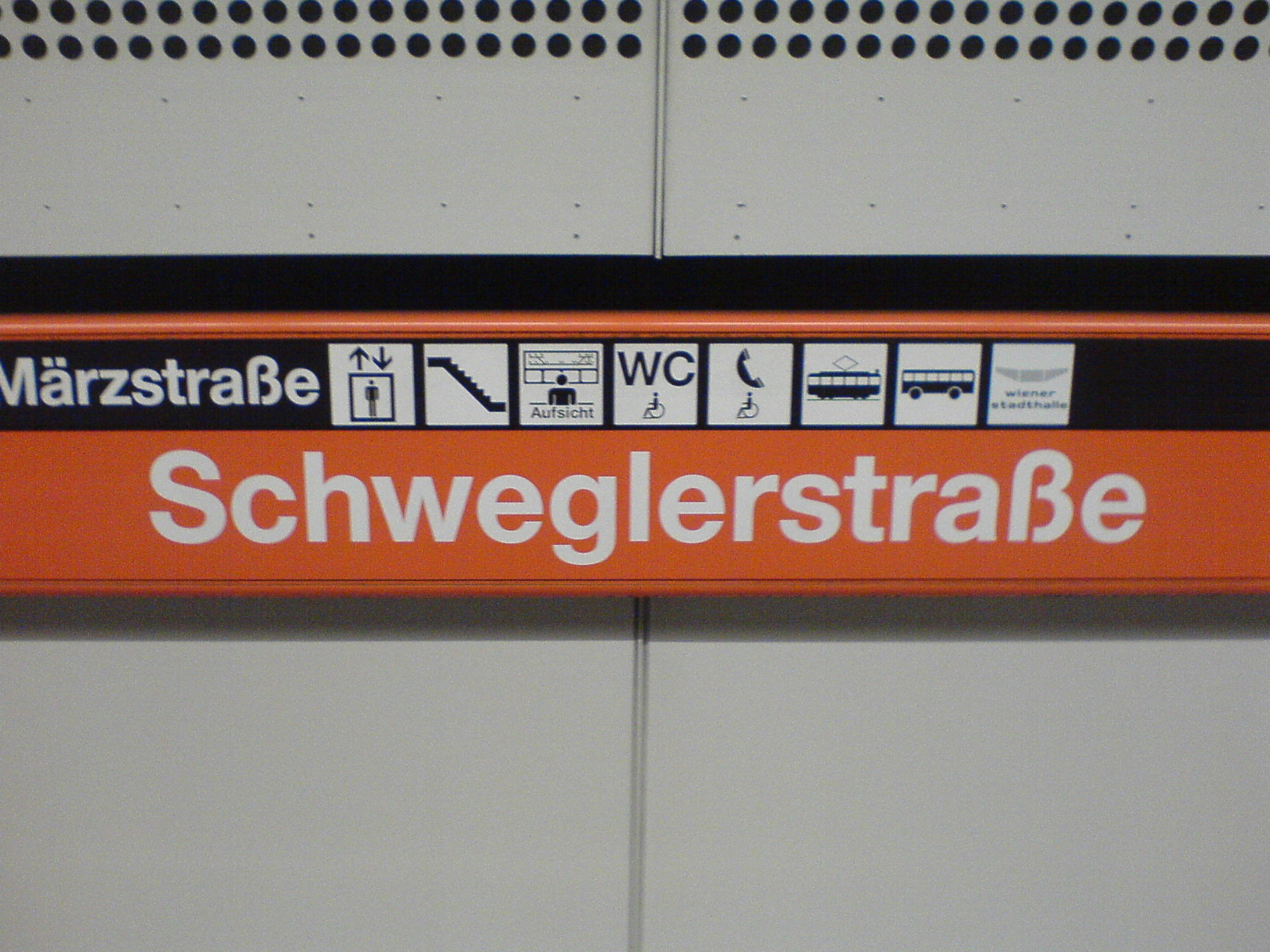
Egységes állomásnévtábla
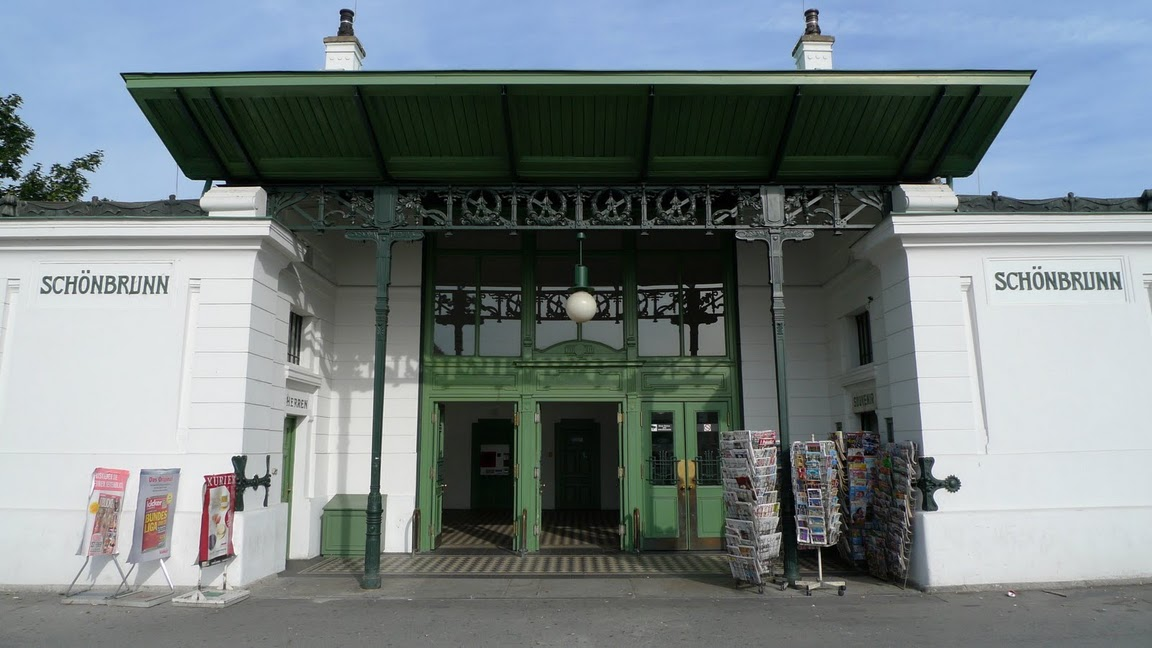
Az egyik legrégebbi megálló: Schönbrunn, 1898-ban nyitották meg
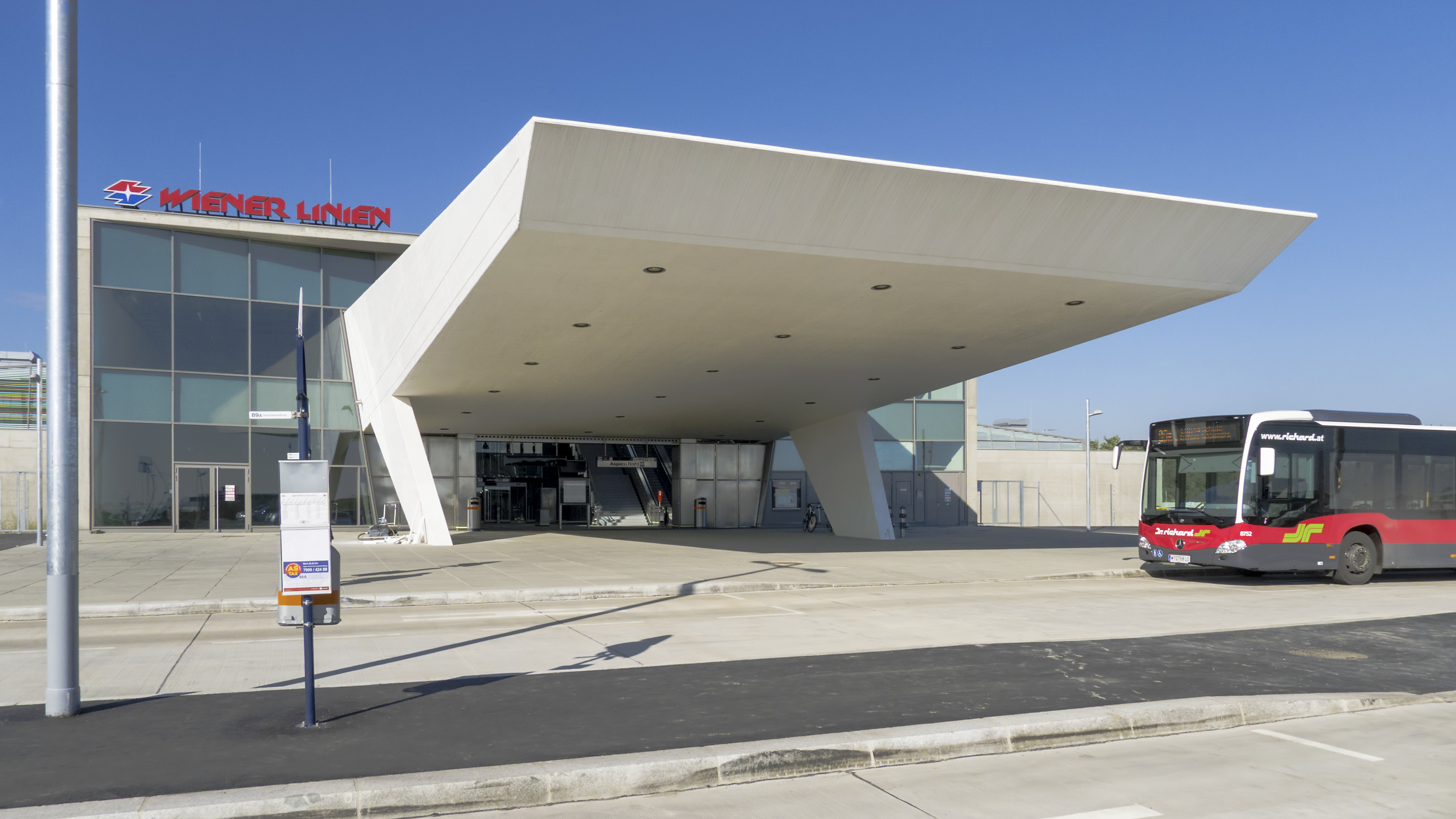
Az egyik legújabb megálló: Aspern Nord, 2013-ban nyitották meg
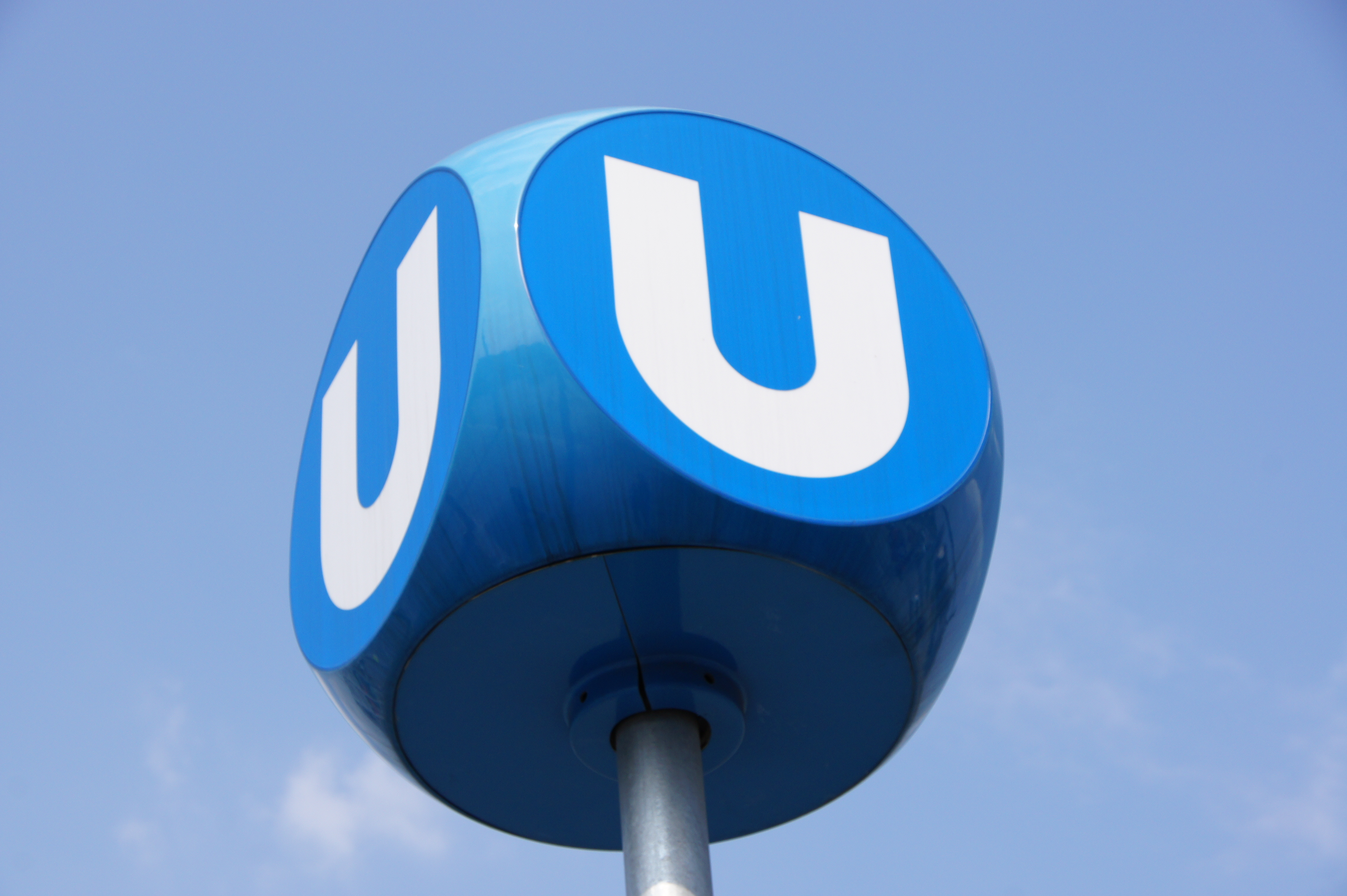
Minden állomás lejáratához kiteszik a metró logóját, ezzel segítve az odatalálást
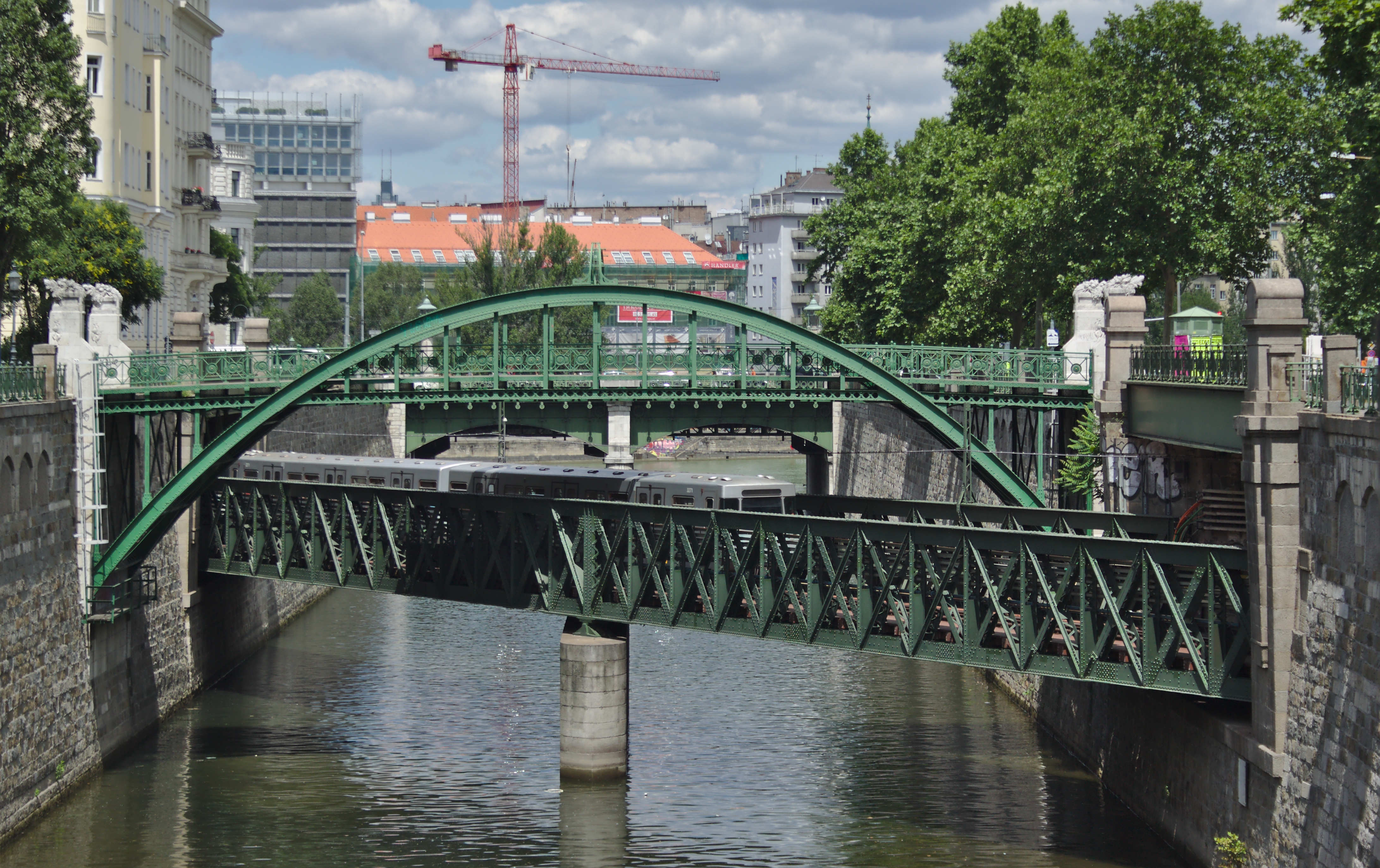
A Zollamtsbrücke, az U4-es metró egyik műemlékhídja
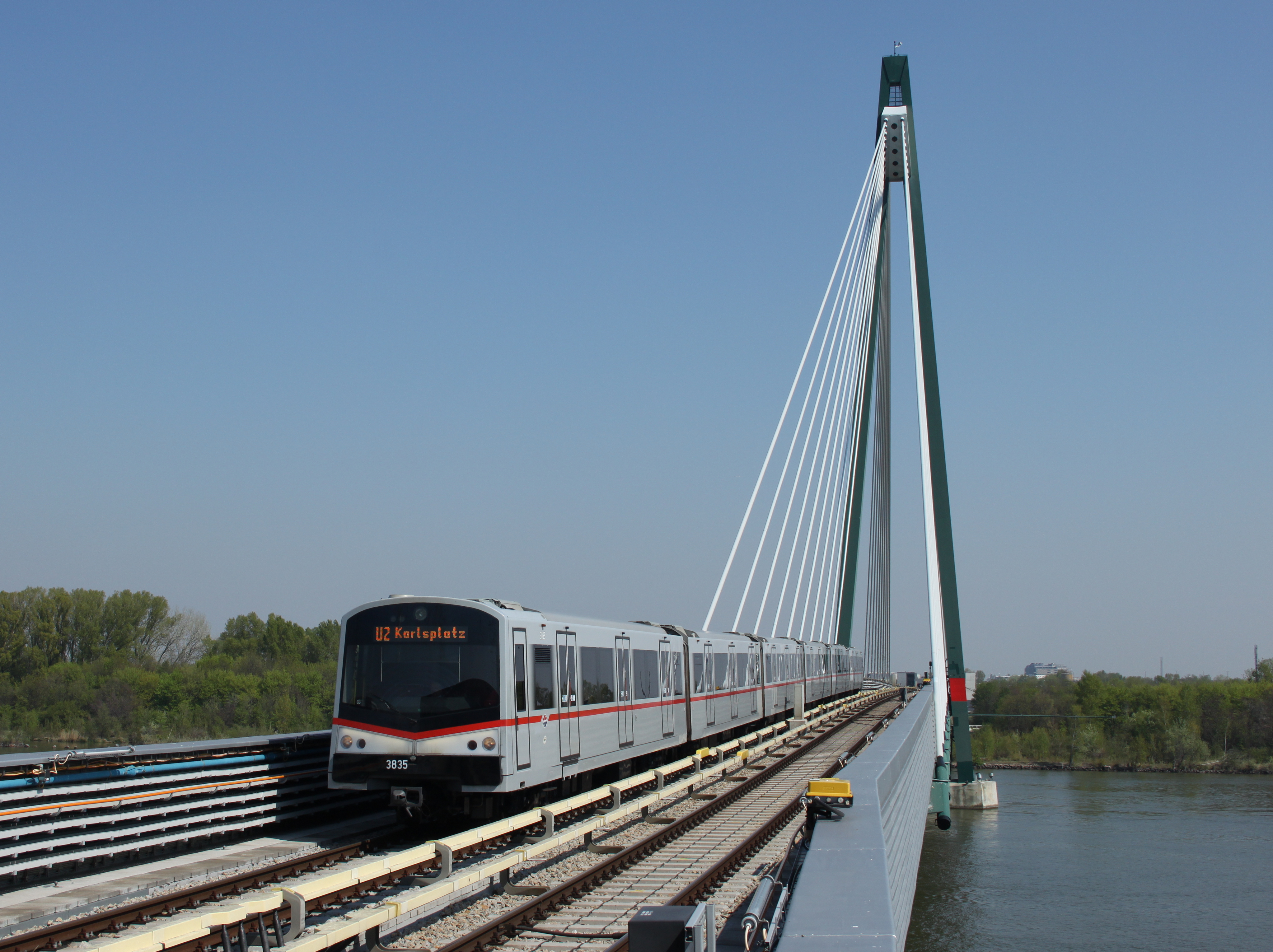
A Donaustadtbrücke, az U2-es metró hídja a Duna fölött.
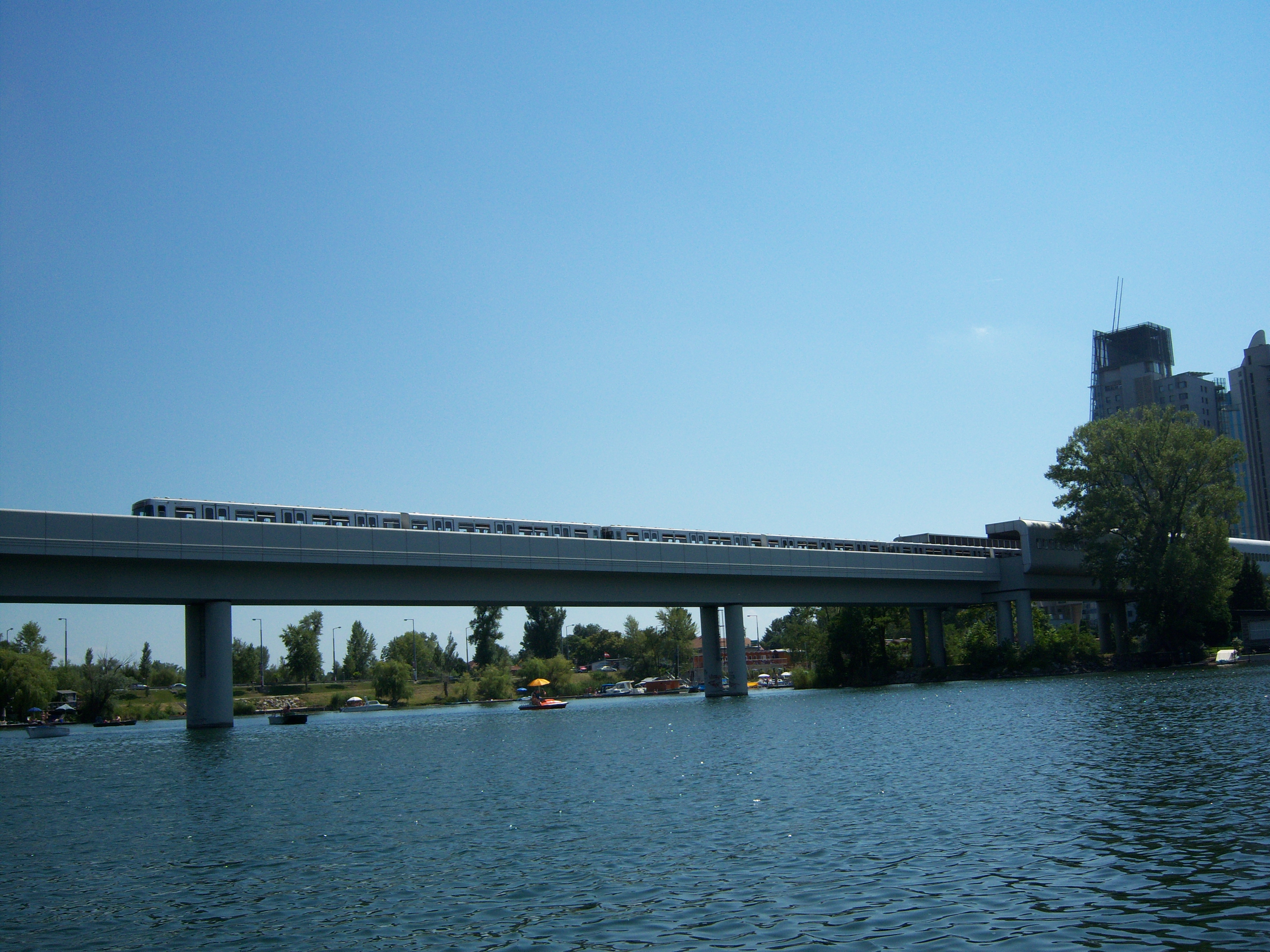
Az U1-es metró hídja az Öreg-Duna felett
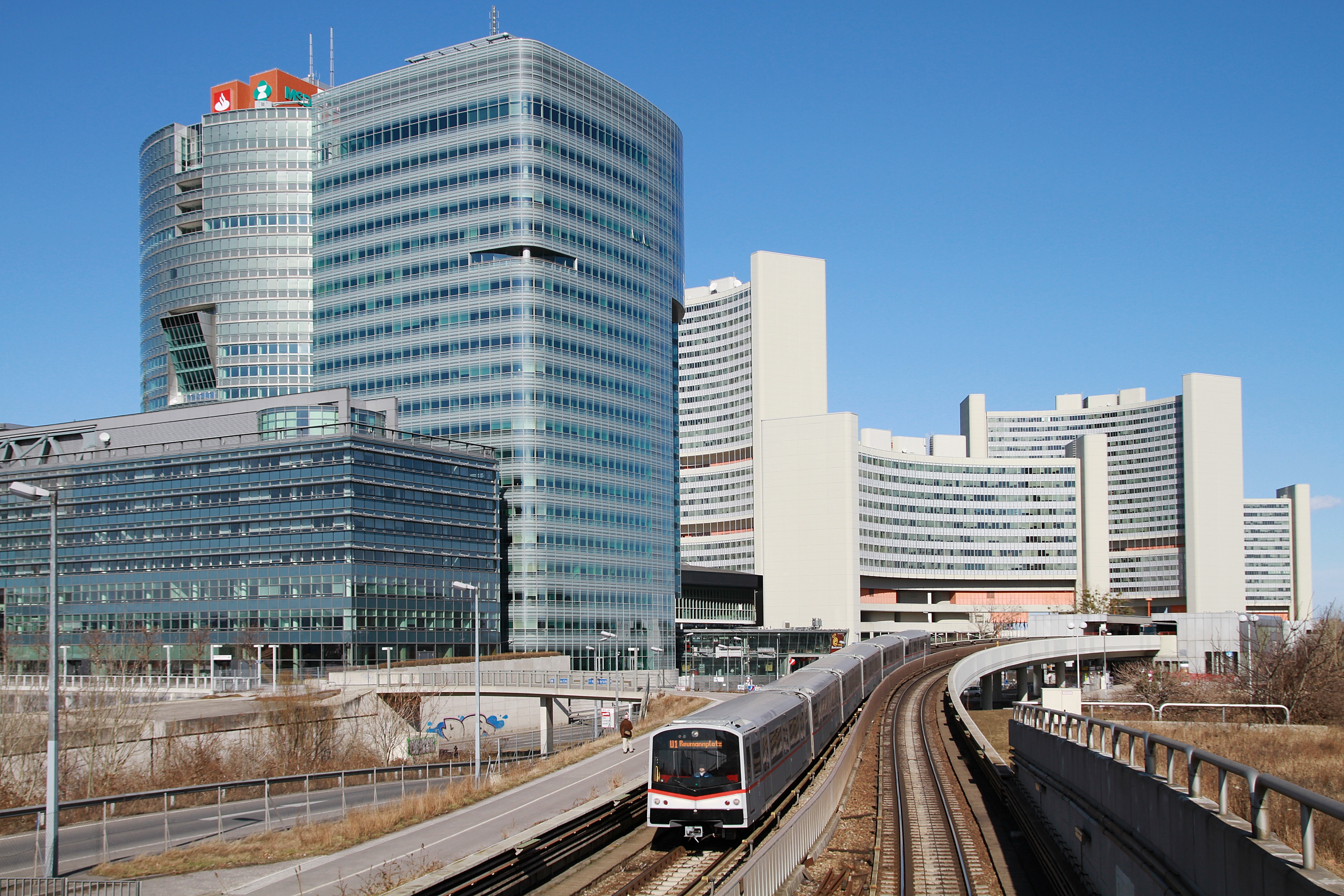
V metrókocsi a Vienna International Centre előtt
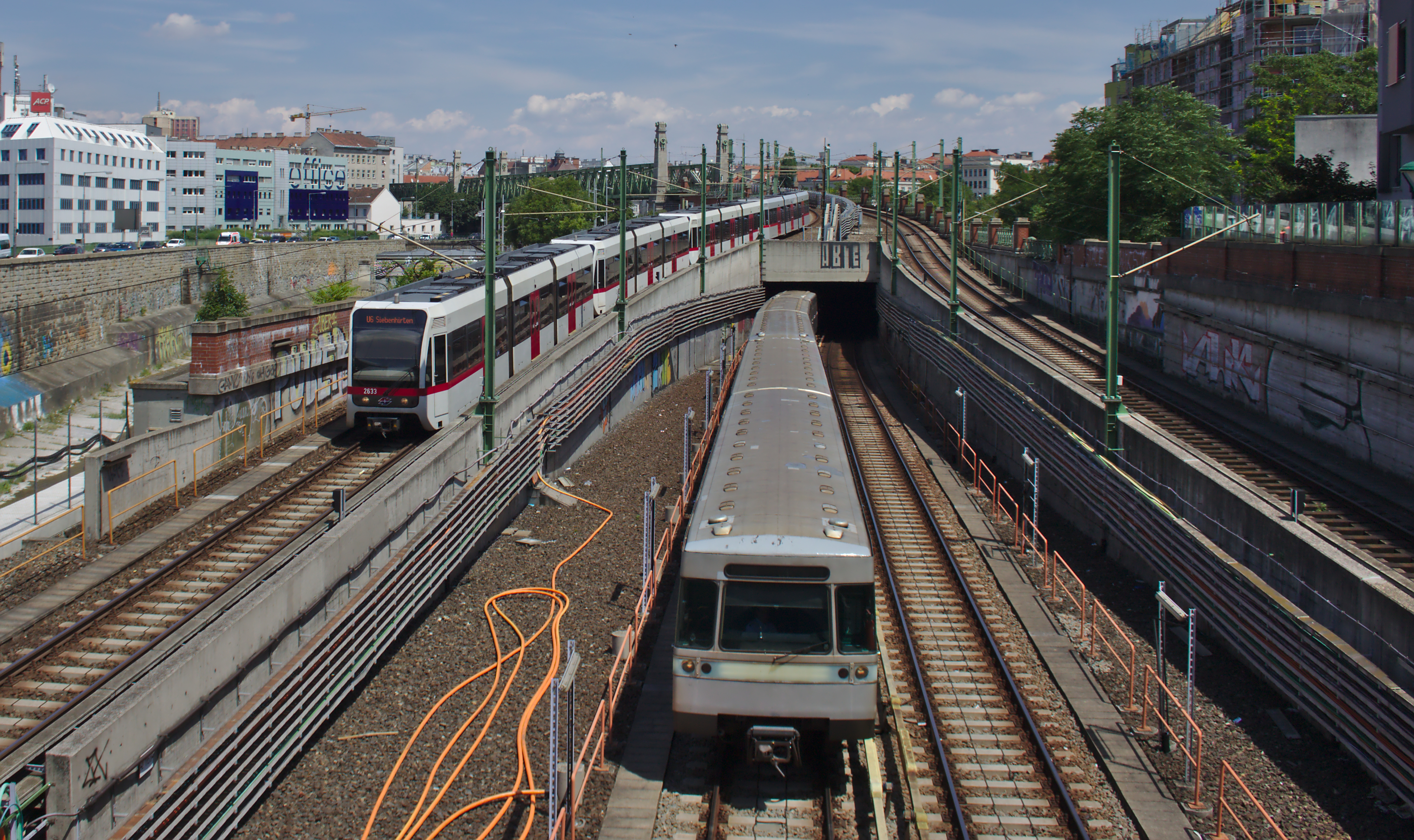
Az U4 és U6 Längenfeldgasse állomásnál
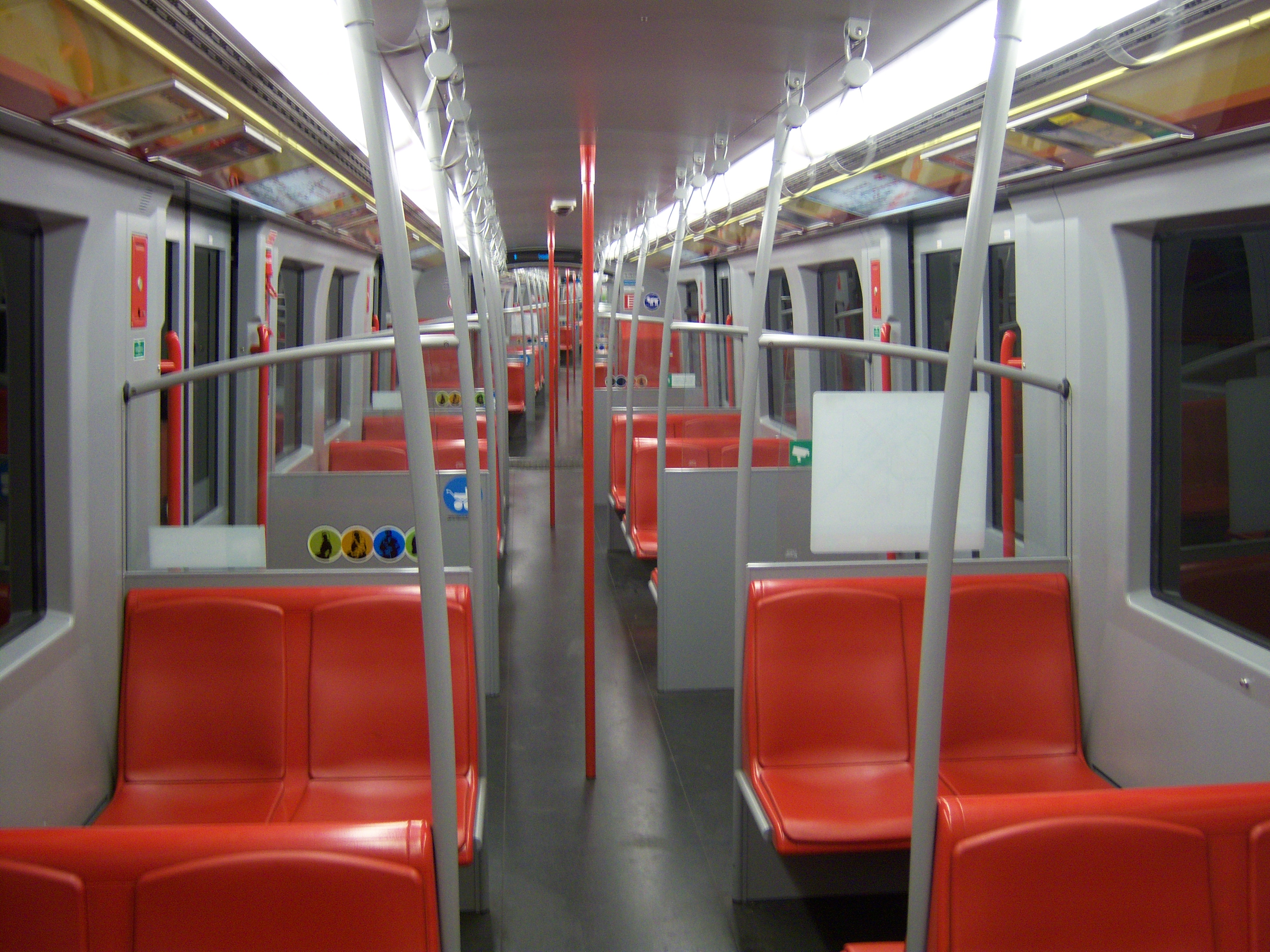
Egy V metrókocsi utastere
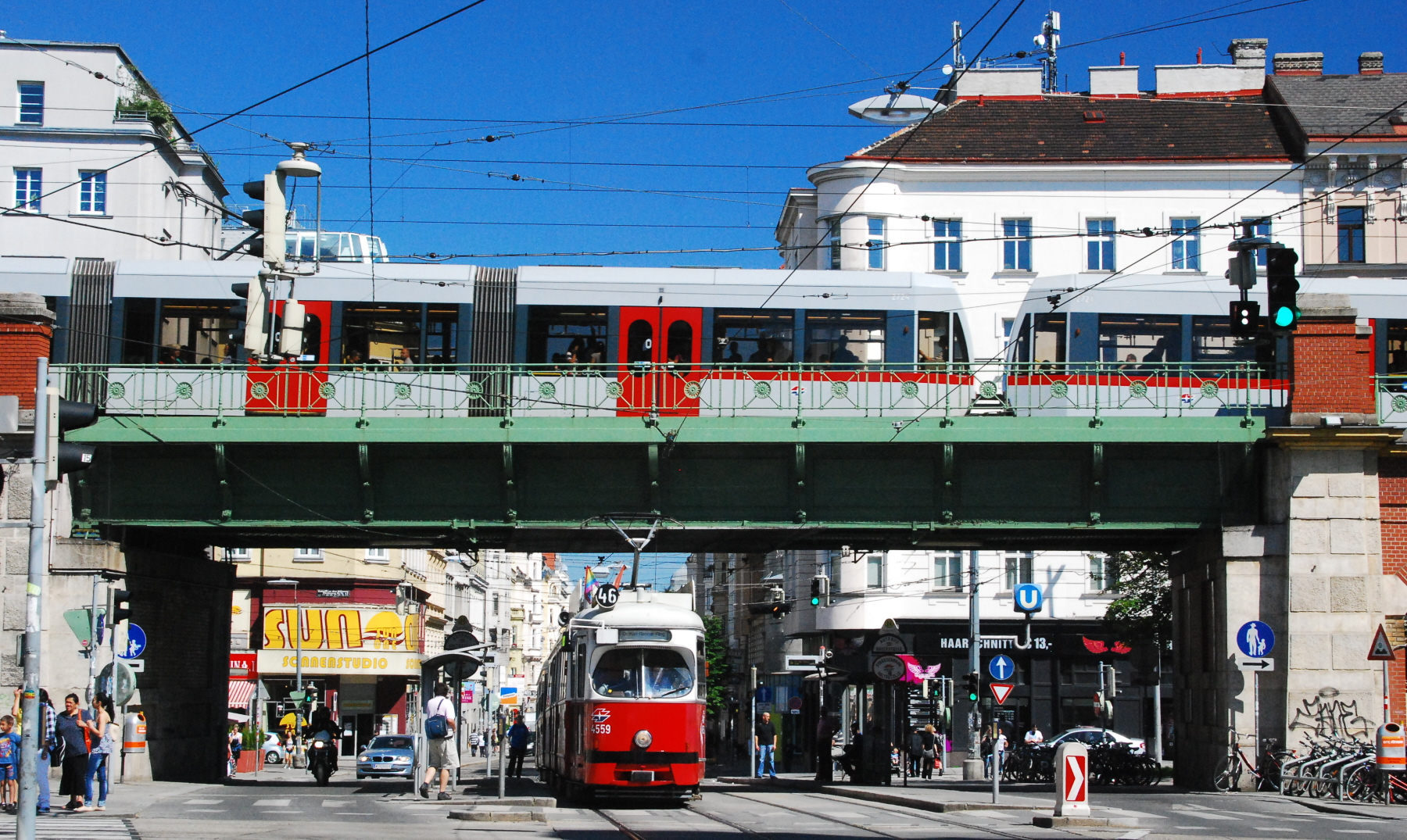
Az U6-os metró, amint felülről keresztez egy villamosvonalat
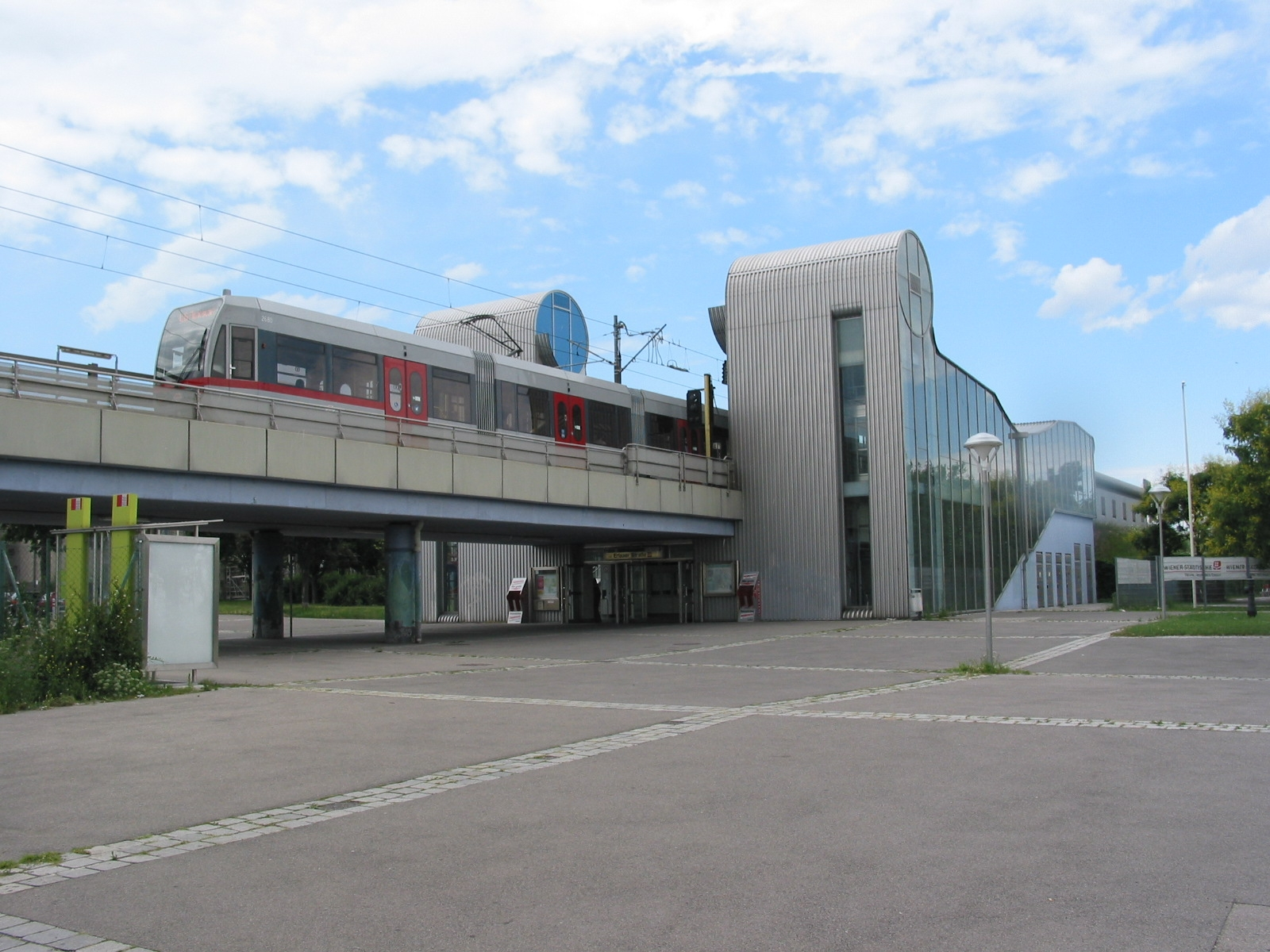
Erlaaer Straße állomásnál az U6
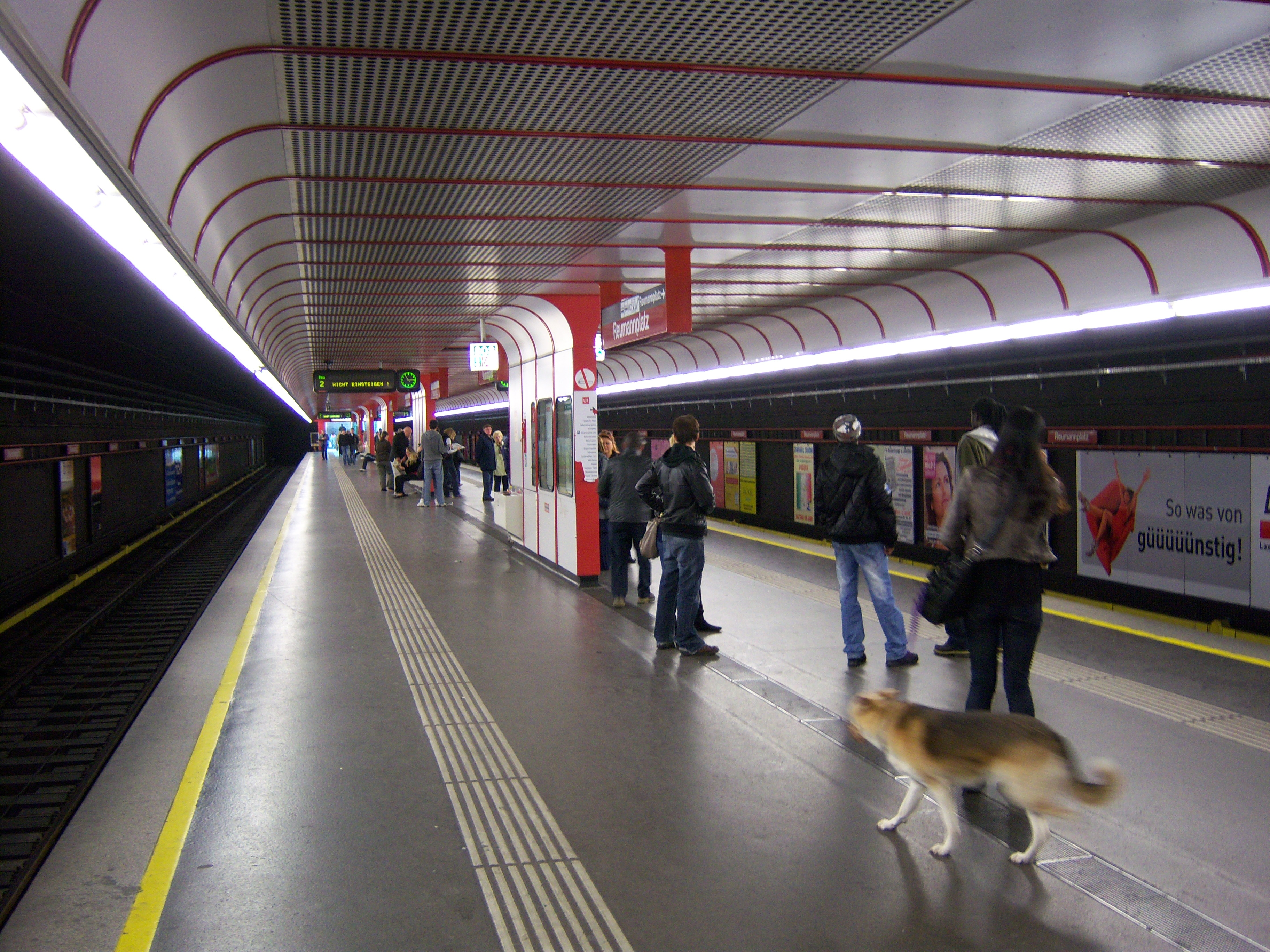
Az U1-es metró Reumannplatz állomása, az első újonnan átadott metróvonal legrégebbi szakaszán
- Jelenetek a bécsi metró életéből